# Siglo XVII

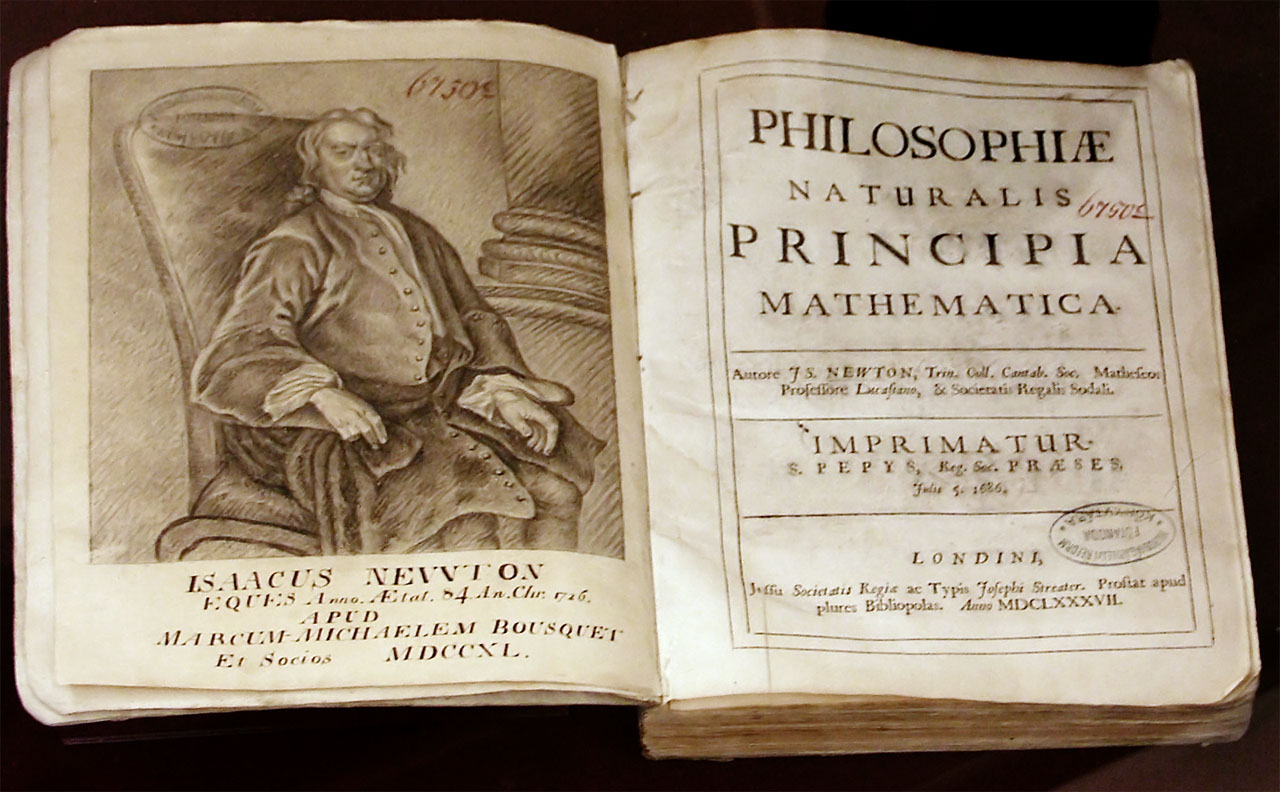
Principios de la filosofía natural (1687). Obra de Isaac Newton, marcó un punto de inflexión en la historia de la ciencia.

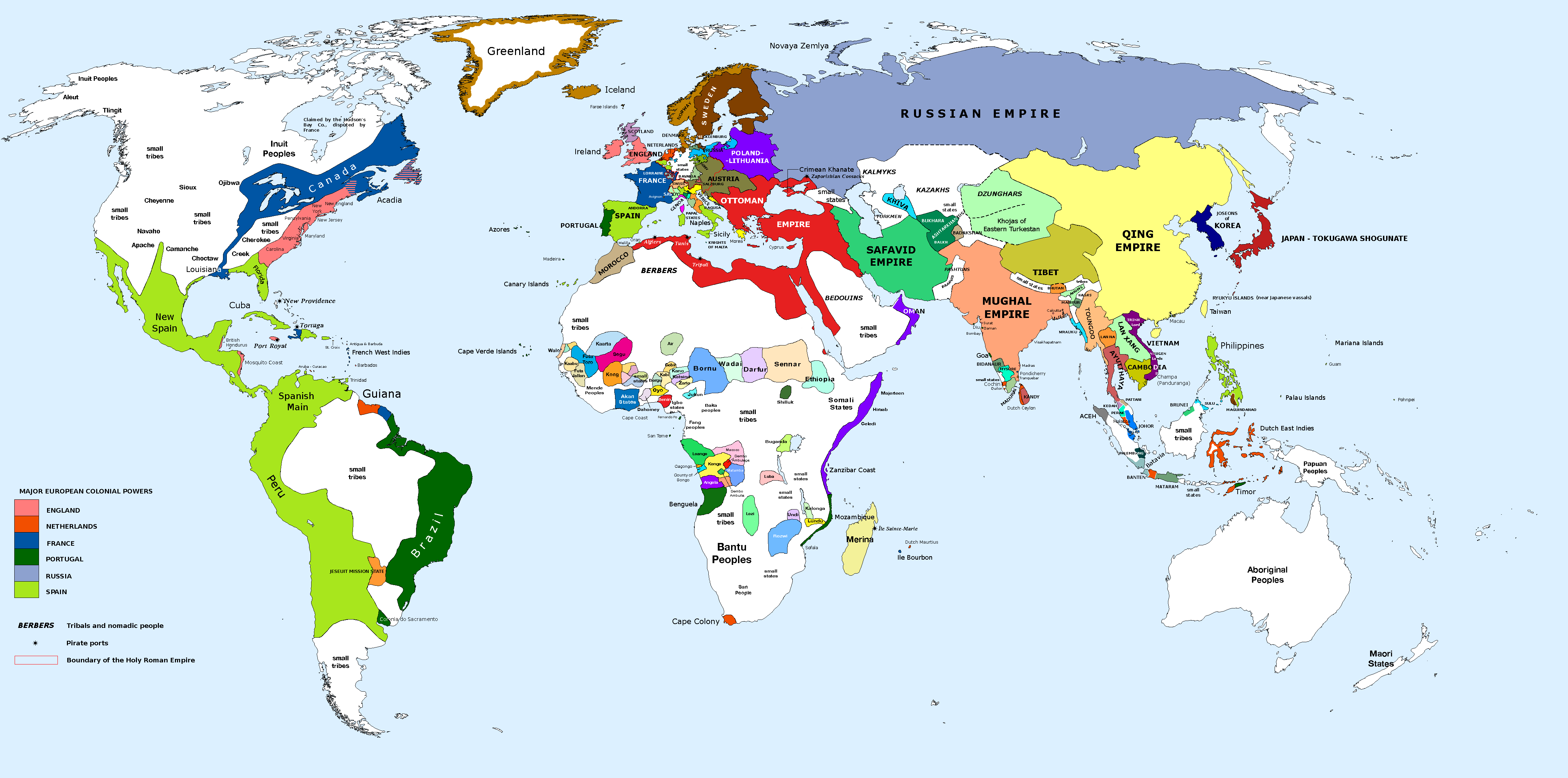
Límites políticos a finales del

El siglo XVII d. C. (siglo diecisiete después de Cristo) o siglo XVII e. c. (siglo diecisiete de la era común) fue el séptimo siglo del II milenio en el calendario gregoriano. Comenzó el 1 de enero de  1601 y terminó el 31 de diciembre de 1700. Este siglo es el último que forma parte completa de la Edad Moderna, el cual estuvo caracterizado por el movimiento artístico conocido como Barroco, la última parte del Siglo de Oro español, el Siglo de Oro neerlandés, el Gran Siglo predominio de Francia en Europa durante el reinado de Luis XIV, la revolución científica y la Crisis del siglo XVII. Los mayores conflictos militares del siglo fueron la guerra de los Treinta Años, la Gran Guerra Turca y la guerra luso-neerlandesa. Es también conocido como el «siglo del barroco».
El siglo estuvo fuertemente marcado por grandes crisis y transformaciones que lo convirtieron en una época de retroceso en Europa, ya que la evolución global de la economía y la población fue negativa y la producción agraria padeció sucesivas crisis. Esto causó una serie de grandes hambrunas que dieron pie a la aparición de epidemias y pestes, causas de una serie de guerras como la de los Treinta Años.
En el marco del mundo islámico, el Imperio otomano, el Imperio safávida y el Imperio mogol se fortalecieron por todo el mundo. Especialmente en el subcontinente Indio, el Imperio mogol alcanzó un apogeo en la cultura, arquitectura y el arte. Durante el reinado del emperador Aurangzeb, el imperio se coronó como la economía más grande del mundo, por delante de toda Europa poseyendo el 25% del PIB mundial.
En Japón, a principios de siglo, el shōgun Tokugawa Ieyasu estableció el Shogunato Tokuwaga, iniciando el período Edo. Paralelamente puso en vigor el Sakoku, una ley de política exterior el cual establecía que ningún japonés podría salir de Japón y ningún extranjero podría entrar en él. El Sakoku se mantuvo en Japón hasta el siglo xix. En China la dinastía Ming acabaría derrumbándose, debido a una serie de saqueos dirigidos por el manchú Nurhaci que serían terminados por su hijo, Hung Taiji, y su nieto Shunzi. Este último acabaría convirtiéndose en emperador y fundador de la dinastía Qing.
Desde mitad de siglo, la política europea estuvo dominada por el reinado del monarca Luis XIV de Francia. La nobleza francesa semi-feudal territorial fue subyugada al poder de una monarquía absoluta a través de la rehabilitación del Palacio de Versalles. Pabellón de caza de Luis XIII y del cual Luis XIV construyó una corte real renovada desde la cual podría controlar a toda la nobleza francesa. Durante el reinado, Francia amplió sus fronteras, fortaleció su poder militar y se consolidó como la principal potencia europea. Durante este siglo, la monarquía británica se convirtió en una institución meramente simbólica, siendo el Parlamento, la institución que ejercía el verdadero poder político. Este sistema de monarquía parlamentaria chocaba totalmente con el resto de monarquías europeas, las cuales todavía compartían el modelo absolutista.
A finales del siglo, los europeos ya conocían la electricidad, el telescopio, el microscopio, el cálculo, la gravitación universal, las leyes del movimiento de Newton, la presión atmosférica y las máquinas de cálculo gracias al trabajo de los primeros científicos de la Revolución Científica, incluyendo a Galileo Galilei, Johannes Kepler, René Descartes, Pierre Fermat, Blaise Pascal, Robert Boyle, Christiaan Huygens, Antonie van Leeuwenhoek, Robert Hooke, Isaac Newton y Gottfried Wilhelm Leibniz. También fue un período de desarrollo de la cultura en general, especialmente en teatro, música, artes visuales y filosofía.

## Acontecimientos

### Años 1600

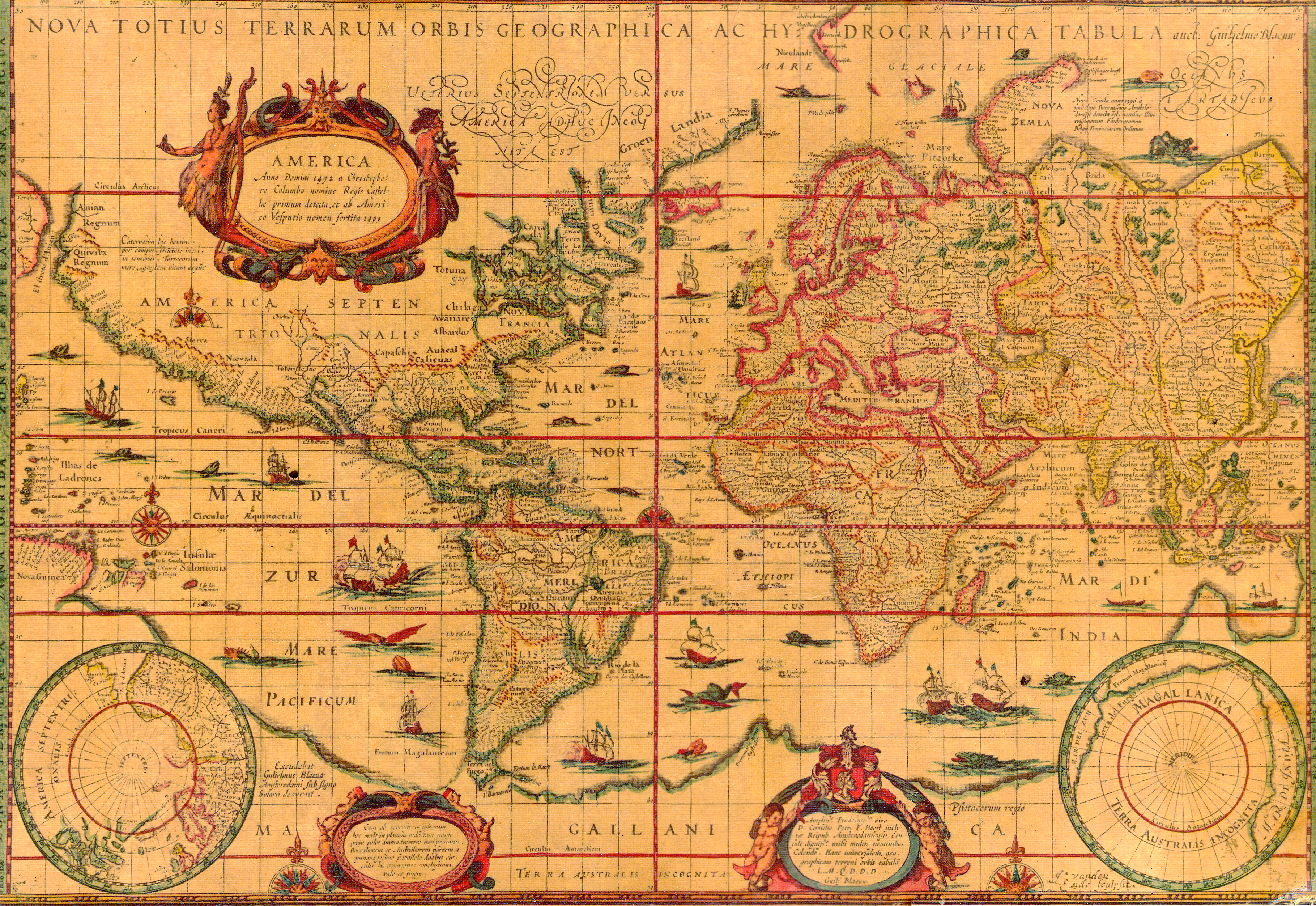
Mapamundi de 1606, obra de Willem Blaeu.

- 1601: La batalla (guerra o conflicto) de Kinsale, una de las guerras o batallas más importantes de la historia irlandesa.
- 1601: la corte del rey Felipe III de España se traslada de Madrid a Valladolid, permaneciendo en esta ciudad hasta 1606, cuando regresa a Madrid.
- 1602: Se funda la Compañía Neerlandesa de las Indias Orientales, su éxito contribuyó o se debió al Siglo de Oro holandés.
- 1603: El español Gabriel de Castilla es el primer europeo que avista la Antártida.
- 1603: Muere Isabel I de Inglaterra y es sucedida por su primo el rey Jacobo VI de Escocia, uniendo las coronas de Escocia e Inglaterra.
- 1603: Tokugawa Ieyasu toma el control de Japón y establece Shogunato Tokugawa, que gobierna el país hasta 1868.
- 1603-23: Después de la modernización de su ejército, Abbas I expande el Imperio Safávida capturando territorio de los Otomanos y Portugueses.
- 1605: La Conspiración de la pólvora fracasa en Inglaterra.
- 1605: Se publica la primera parte del Quijote.
- 1606: La larga guerra entre el Imperio otomano y Austria se termina con la Paz de Zsitvatorok.
- 1606: El capitán Willem Janszoon y su tripulación a bordo de la nave Duyfken de la Compañía Neerlandesa de las Indias Orientales, se convierten en los primeros europeos que avistan y desembarcan en Australia.
- 1607: Se funda Jamestown, Virginia, que se convierte en la primera colonia inglesa permanente en Norteamérica.
- 1608: Se funda la Ciudad de Quebec por Samuel de Champlain, en Nueva Francia (actual Canadá).
- 1609: Los Países Bajos y España, aceptan la Tregua de los Doce Años en la guerra de los Ochenta Años.
- 1609: Pedro de Peralta, más tarde gobernador de Nuevo México, establece el asentamiento de Santa Fe.
- 1609: Maximiliano I, duque y elector de Baviera establece la Liga Católica.

### Años 1610
- 1613: La Época de la Inestabilidad en Rusia termina con la creación de la Casa de los Románov que estuvo en vigencia hasta 1916.
- 1615: El 25 de marzo San Roque González de Santa Cruz funda la Reducción de Nuestra Señora de la Anunciación de Itapua, la que luego en 1621 se trasladará a lo que es la actual ciudad de Encarnación, en el actual departamento de Itapúa (Paraguay), del cual es la capital.
- 1615: Se publica la segunda parte del Quijote.
- 1616: Los últimos moriscos son expulsados de España. Fallecen Miguel de Cervantes Saavedra y William Shakespeare.
- 1617: Se crea la Orden de los Clérigos Regulares pobres de la Madre de Dios de las Escuelas Pías, las primeras escuelas gratuitas de Europa, por San José de Calasanz.
- 1618: La Rebelión bohemia precipita la guerra de los Treinta Años, que devasta Europa entre 1618 y 1648.
- 1618: Los Manchúes comienzan a invadir China. Su conquista terminará derribando a la Dinastía Ming.

### Años 1620
- 1620: El emperador Fernando II de Habsburgo derrota a los bohemios rebeldes en la batalla de la Montaña Blanca.
- 1620: Los peregrinos puritanos llegan en el Mayflower a Plymouth Rock, cabo Cod, Nueva Inglaterra.
- 1623-32: Kösem Sultán se convierte en la primera mujer regente del Imperio Otomano durante el sultanato de su hijo Murad IV.
- 1624-42: En calidad de primer ministro, el cardenal Richelieu centraliza el poder en Francia.
- 1625: Nueva Ámsterdam es fundada por la Compañía Neerlandesa de las Indias Occidentales en Norteamérica.
- 1626: Se termina la actual Basílica de San Pedro de la Ciudad del Vaticano.
- 1627: El cardenal Richelieu establece el asedio a La Rochelle protestante que finalmente se rinde.
- 1627: Extinción del uro, con la muerte del último espécimen en Polonia.
- 1629: El cardenal Richelieu se alía con las fuerzas protestantes suecas en la guerra de los Treinta Años para contrarrestar la expansión de Fernando II de Habsburgo.

### Años 1630
- 1632: La batalla de Lützen, muerte del rey de Suecia Gustavo II Adolfo.
- 1633: Galileo Galilei llega a Roma para su juicio ante la Inquisición.
- 1634: Batalla de Nördlingen.
- 1635: Centenario de la fundación de Lima.
- 1635: empieza la guerra franco-española.
- 1637: Abre el Teatro San Cassiano en Venecia, primer teatro de ópera público.
- 1637: Publicación del Discurso del método de René Descartes.
- 1638: Centenario de la fundación de Bogotá.
- 1639-55: Guerras de los Tres Reinos, guerras civiles en toda Escocia, Irlanda e Inglaterra.

### Años 1640

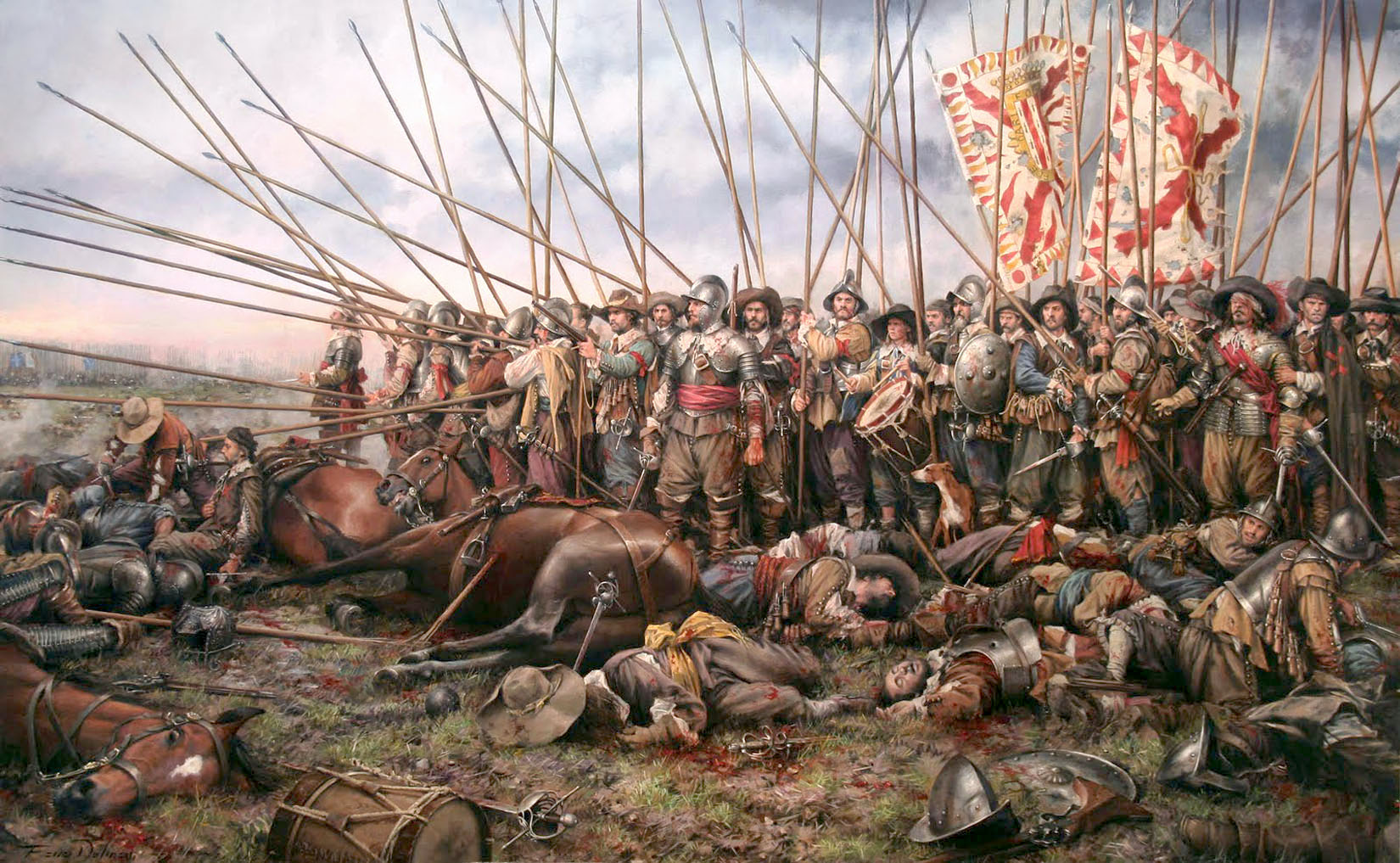
La batalla de Rocroi.

La ronda de noche o La compañía militar del capitán Frans Banning Cocq, 1642. Óleo sobre lienzo; expuesto en el Rijksmuseum, de Ámsterdam.

- 1640: El rey Carlos I de Inglaterra se ve obligado a convocar al Parlamento, debido a la revuelta de los escoceses.
- 1640-68: La guerra de Restauración portuguesa lleva al fin del gobierno de Portugal bajo la Casa de Austria.
- 1640: La tortura queda prohibida en Inglaterra.
- 1641: El shogunato Tokugawa instituye el sakoku; los extranjeros son expulsados y nadie está autorizado a entrar o salir de Japón.
- 1641: La rebelión irlandesa.
- 1642: Nace Isaac Newton mismo año en que murió Galileo Galilei.
- 1642: El explorador holandés Abel Janszoon Tasman hace el primer avistamiento europeo registrado de Nueva Zelanda.
- 1642-49: Guerra civil inglesa; Carlos I es decapitado por Cromwell.
- 1642: Estalla la guerra dels Segadors en Cataluña.
- 1644: La conquista Manchú de China pone fin a la Dinastía Ming. La posterior Dinastía Qing regiría hasta 1912.
- 1644-74: Comienza la guerra de Char Bouba.
- 1648: La Paz de Westfalia pone fin a la guerra de los Treinta Años y a la guerra de los Ochenta Años, que marca el fin de España y el Sacro Imperio Romano como las mayores potencias europeas.
- 1648-53: Fronda, guerra civil en Francia.
- 1648-51: Kösem Sultan se declara regente del Imperio Otomano por segunda vez tras presentar a su nieto menor Mehmed IV como sultán.
- 1648-67: La guerra El Diluvio deja a Polonia en ruinas.
- 1648-69: Los Otomanos capturan Creta a los Venecianos tras el sitio de Candía.
- 1648: Después de Shah Jahan, el Taj Mahal es completado por su hijo Aurangzeb como gobernante del Imperio mogol.
- 1649: La gran plaga de Sevilla.
- 1649-53: conquista de Irlanda por Cromwell.

### Años 1650
- 1653: Nace el compositor alemán Johann Pachelbel.
- 1651 Nace Juan Bautista de La Salle sacerdote, pedagogo y escritor.
- 1659: Sublevación de Cataluña, que concluiría con el Tratado de los Pirineos. Nace Alessandro Scarlatti.

### Años 1660

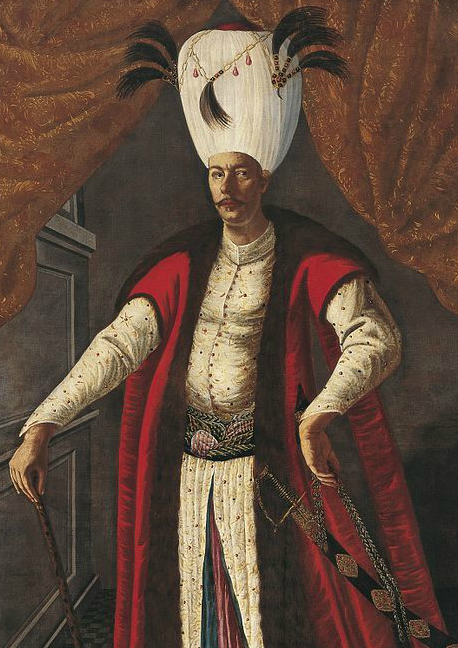
Sultán Mehmed IV.

- 1660: La Mancomunidad de Inglaterra termina y la monarquía regresa durante la Restauración inglesa.
- 1660: Se funda la Real Sociedad de Londres para la mejora del conocimiento natural.
- 1661: Comienza el reinado del emperador Kangxi de China.
- 1662: Koxinga captura Taiwán de los holandeses y funda el Reino de Tungning. Reina hasta 1683.
- 1662: Nace Jacques Aymar-Vernay, que más tarde reintroducirá la radiestesia al uso popular en Europa.
- 1662: Se extingue el dodo.
- 1663: Francia tiene plenamente el control político y militar sobre sus posesiones coloniales en Nueva Francia. Robert Hooke descubre por medio del microscopio las células.
- 1664: Las tropas británicas capturan Nueva Ámsterdam, renombrándola Nueva York.
- 1665: Gran Plaga de Londres.
- 1665: Portugal derrota al Reino del Congo.
- 1666: El Gran Incendio de Londres.
- 1667-99: La gran guerra turca detiene la expansión del Imperio otomano en Europa.
- 1668: El Tratado de Paz de Lisboa entre España y Portugal reconoce a Portugal como país independiente.

### Años 1670
- 1670: La Compañía de la Bahía de Hudson es fundada en Canadá.
- 1672-76: Guerra polaco-turca.
- 1672-78: Guerra franco-neerlandesa.
- 1673: Muere Jean-Baptiste Poquelin (Molière).
- 1674: El Imperio maratha es fundado en la India por Shivaji.
- 1676: Rusia y el Imperio otomano comienzan las guerras ruso-turcas.
- 1678: Nace el compositor veneciano Antonio Vivaldi.

### Años 1680

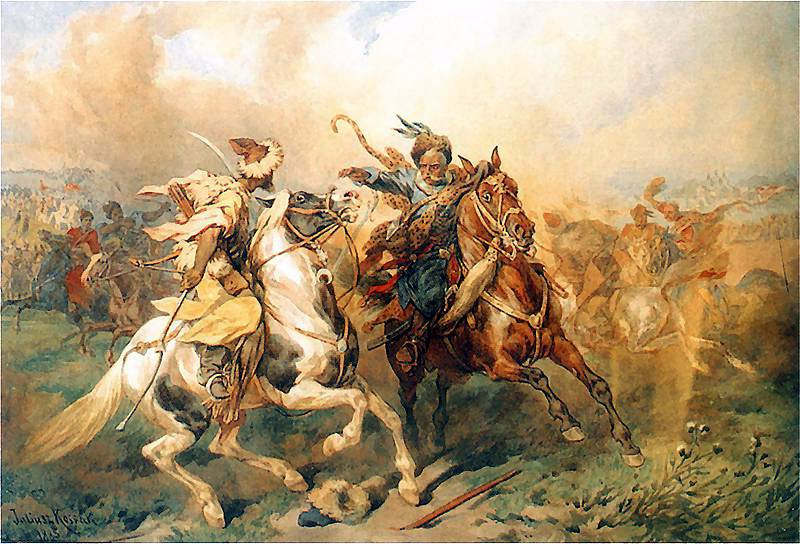
Soldado tártaro de Crimea peleando con un soldado de la Mancomunidad de Polonia-Lituania. Esa frontera se mantuvo en estado semipermanente de guerra hasta el. Óleo de Juliusz Kossak.

- 1680: La revuelta de los nativos Pueblo llevó españoles a Nuevo México hasta 1692.
- 1682: Pedro el Grande se convierte en gobernante de Rusia (exclusivo zar en 1696).
- 1682: La Salle explora la longitud del río Misisipi y reclama Luisiana para Francia.
- 1683: China conquista el Reino de Tungning y anexiona Taiwán.
- 1683: La batalla de Viena termina la hegemonía del Imperio otomano en el sudeste de Europa.
- 1685: El Edicto de Fontainebleau persigue al Protestantismo en Francia.
 Muere el rey Carlos II de Inglaterra.
- 1685: Nacen los compositores alemanes Johann Sebastian Bach y Georg Friedrich Händel.
- 1687: Isaac Newton publica Philosophiae Naturalis Principia Mathematica.
- 1688-89: Después de la Gloriosa Revolución, Inglaterra se convierte en una monarquía constitucional y la República Neerlandesa entra en declive.
- 1695-97: La Gran Alianza trata de detener la expansión francesa durante la guerra de los Nueve Años.
- 1689: El Tratado de Nérchinsk establece una frontera entre Rusia y China.

### Años 1690
- 1691: Firma del Tratado de Limerick que pone fin a la guerra guillermita de Irlanda.
- 1692: Se llevan a cabo los juicios por brujería en Salem, Massachusetts.
- 1693: La hambruna en Francia mata a dos millones de personas.
- 1694: año probable de fundación de Guacara en Venezuela.
- 1696: La hambruna en Finlandia elimina casi un tercio de la población.
- 1696: Una compañía de 2500 colonos del Reino de Escocia parte hacia el istmo de Panamá para establecer la «Nueva Caledonia» en la región del Darién como parte de la Colonización escocesa de América.

- 1700: Muere el rey Carlos II extinguiéndose la dinastía Habsburgo o Casa de Austria en España.

## Política

Luis XIV, dominante de la política europea desde mediados de siglo.

Durante el siglo XVII se vivieron grandes transformaciones que posteriormente marcarían toda la economía del mundo occidental. El mundo mediterráneo el cual había visto su esplendor en siglos anteriores, (Italia y España) se vio afectado por una serie de crisis, pestes y hambrunas que dieron paso a una gran recesión en sus economías. Es por eso que el área de influencia políticamente hablando se trasladó a las regiones del noroeste las cuales vieron esplendor por primera vez, como es el caso de Francia y las Provincias Unidas. También se desarrolló un comercio colonial, sobre todo en Inglaterra y Provincias Unidas donde se creó un sistema comercial dirigido por compañías privadas que contaban con la protección del estado. Destacó la compañía de las Indias Orientales fundada en 1602. Debido al desarrollo del comercio internacional se estableció el capitalismo. Paralelamente surgieron nuevas doctrinas económicas como el mercantilismo caracterizado por la mayor circulación monetaria y la creación de poderosas sociedades comerciales. El mercantilismo no sobrevaloraba la propiedad de la tierra sino que otorgaba importancia a la combinación de oro y plata mediante el aumento de las exportaciones y la defensa de la producción interna. Esto hizo que los gobiernos quisieran autoabastecerse de materias primas, ya que de lo que se trataba era de vender a los demás, pero no comprarles. Los reinos establecieron un sistema en la frontera por los cuales los productos que venían de otros reinos eran castigados con fuertes aranceles. Ante esa situación la solución sería ir adquiriendo territorios para obtener las materias primas directamente sin necesidad de comprárselas a nadie, simplemente colonizándolo. Esto dará paso a que en el futuro se formen los imperios coloniales. La expansión de la industria, el comercio y las actividades financieras también fomentaron la creciente consolidación de la burguesía todavía dentro de una sociedad estamental en la que la riqueza se estaba convirtiendo en un factor clave para alcanzar una determinada posición social, este cambio fue más acusado en los países protestantes en los que el clero había desaparecido como estamento.
La mayoría de los conflictos europeos se debieron al intento de los Habsburgo de mantener su hegemonía y el predominio del catolicismo. El más importante de ellos fue la guerra de los Treinta Años entre 1618 y 1648. Los antecedentes los podemos encontrar en la reciente división religiosa de Europa con la aparición del protestantismo. Por su parte, España que había mantenido durante todo el siglo anterior guerras contra Francia y enemistad con Inglaterra, fueron selladas mediante la Pax Hispánica ratificada por Felipe III. La situación del Sacro Imperio Romano Germánica era más compleja, Carlos V le había dejado la parte austriaca de su imperio a su hermano Fernando I para mantener un equilibrio entre los católicos y protestantes. A Fernando I lo sucedieron Rodolfo II y Matías I, pero a principios del siglo la situación se complicó, debido a la fragmentación de los estados que componían el Sacro Imperio Romano Germánico en independientes. Los príncipes quisieron tener más poder y libertad, para ello en 1608 se forma la Liga Protestante en contra del emperador y se creó la Santa Liga Alemana en 1609. Fernando II, que en el siglo XV acabaría convirtiéndose en futuro emperador, hizo una política agresiva contra los protestantes. Los bohemios, (habitantes de la región de Bohemia) y otros territorios erigen a Federico V como emperador y rechazan a Fernando II. El detonante de la guerra fue la Defenestración de Praga en el año 1618, en la cual dos diplomáticos católicos del futuro emperador Fernando II son lanzados por la ventana del castillo de Hradcany por los bohemios protestantes que no lo aceptaban como emperador. Ante esa situación Fernando II pide ayuda al rey español, Felipe III, el cual era de su familia. Es entonces cuando se acaba la Pax Hispánica y la monarquía hispánica entra en conflicto con todos sus enemigos históricos, las Provincias Unidas, Francia e Inglaterra. La guerra de los Treinta Años se desarrolló por lo tanto en dos bandos, el católico y el protestante. Así, España y Austria que eran del bando católico, tuvieron que enfrentarse a Inglaterra, Provincias Unidas, Suecia y Dinamarca. La situación se mantuvo más o menos equilibrada hasta que en 1635 se produjo un giro en la guerra, cuando Francia, que era un país católico, se sumó al bando protestante para perjudicar a España. Francia en aquel entonces estaba gobernada por el rey Luis XIII y el cardenal Richelieu, estos ante la posibilidad de desprenderse de una vez del dominio español no dudaron en aliarse en el bando protestante. La primera derrota que se produjo fue la famosa Batalla de Rocroi, la cual se convirtió en la primera gran derrota de los invencibles tercios españoles. Finalmente, en 1648 la Paz de Westfalia, puso fin a la guerra con una clara victoria para el bando protestante. La caída de los Habsburgo permitió el ascenso de las economías de las Provincias Unidas y Suecia, sin embargo la más beneficiada fue Francia que continuó la guerra contra España hasta la Paz de los Pirineos en el año 1659. 

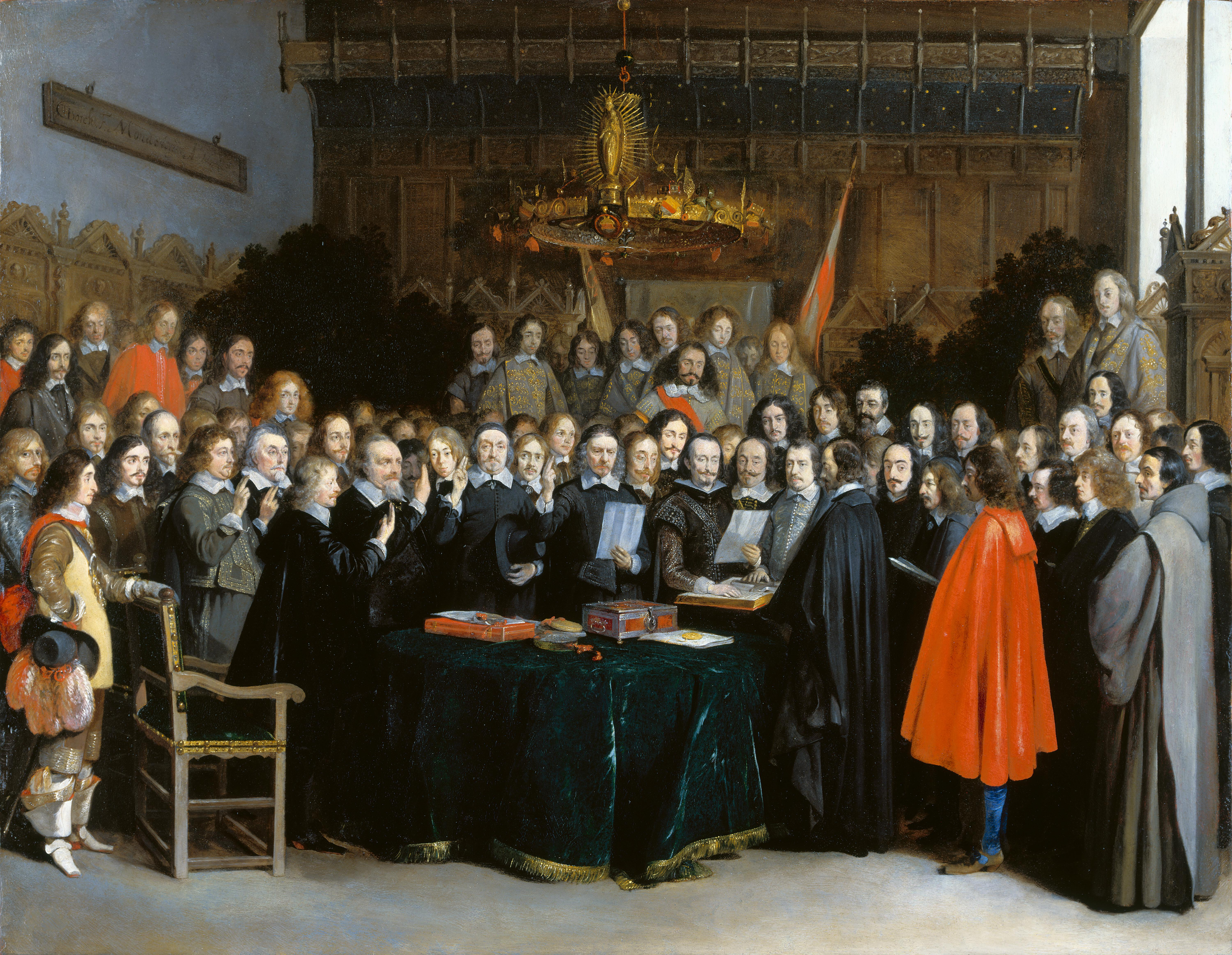
Paz de Westfalia, la cual puso fin a la guerra de los Treinta Años.

Tras el fin de la guerra contra España, Francia se coronó como la gran potencia europea bajo el reinado de Luis XIV. Con Luis XIV, Francia alcanzó su apogeo político y económico. El joven monarca, implementó la monarquía absoluta por la que se concentró todos los poderes en su persona. Su lema "¡El estado soy yo!" ejemplifica el carácter absoluto de su poder. Para ello creó una poderosa burocracia, un competente cuerpo de diplomáticos, así como un ejército permanente, pionero para la época y muy parecido a los cuerpos militares actuales. El único cabo suelto que le faltaba para concentrar todos los poderes era la nobleza francesa, la cual todavía poseía un modelo semi-feudal territorial. Luis XIV subyugó a la nobleza manteniéndola controlada en su propia residencia oficial, el Palacio de Versailles, símbolo del poder real. Su modelo, acabaría siendo imitado por todos los monarcas europeos. Su principal idea de política exterior era únicamente para beneficiar a Francia y lograr la hegemonía europea. 
Mientras en el resto del continente, se extendía el modelo absolutista francés. En Inglaterra se vivió la implantación de una monarquía parlamentaria. El origen de este proceso, se encontró en las medidas adoptadas por el rey Carlos I para recortar los poderes del Parlamento, dominado por los calvinistas. Estos, dirigidos por Oliver Cromwell, dieron un golpe de Estado, por lo que estalló una guerra civil que duraría de 1642 a 1649 que acabaría con el rey ejecutado. Cromwell instauró una república que acabó convirtiéndose en una dictadura. Tras su muerte, lo sucedería su hijo, Richard Cromwell que sería forzado a dimitir en 1659, por presiones del ejército y los problemas políticos internos existentes. Un año después de su dimisión, en 1660, la monarquía volvió a ser instaurada con Carlos II, hijo del rey ejecutado durante la guerra. Sin embargo en 1688 tuvo lugar un nuevo levantamiento conocido como Revolución Gloriosa, en contra del heredero de Carlos II, su hermano, el rey Jacobo II, quien fue depuesto y sustituido en el trono por Guillermo de Orange, el cual aceptó la declaración de derechos. Esta declaración de derechos, era un documento que recortaba los poderes de la monarquía, garantizaba las elecciones libres y otorgaba amplios poderes al Parlamento.
El Sacro Imperio Romano Germánico quedó debilitado tras la Paz de Westfalia, los numerosos estados que constituían el imperio se hicieron cada vez más independientes y la figura imperial quedó relegada a algo meramente honorífico o casi simbólico. Las Provincias Unidas de Países Bajos, se organizaron como una república dirigida por el estatúder. Su pujanza comercial y marítima convirtió a Países Bajos en una de las principales potencias europeas. Los Países Bálticos también se consolidaron como nuevas potencias, en especial Suecia y Dinamarca, las cuales habían salido victoriosas tras la guerra.

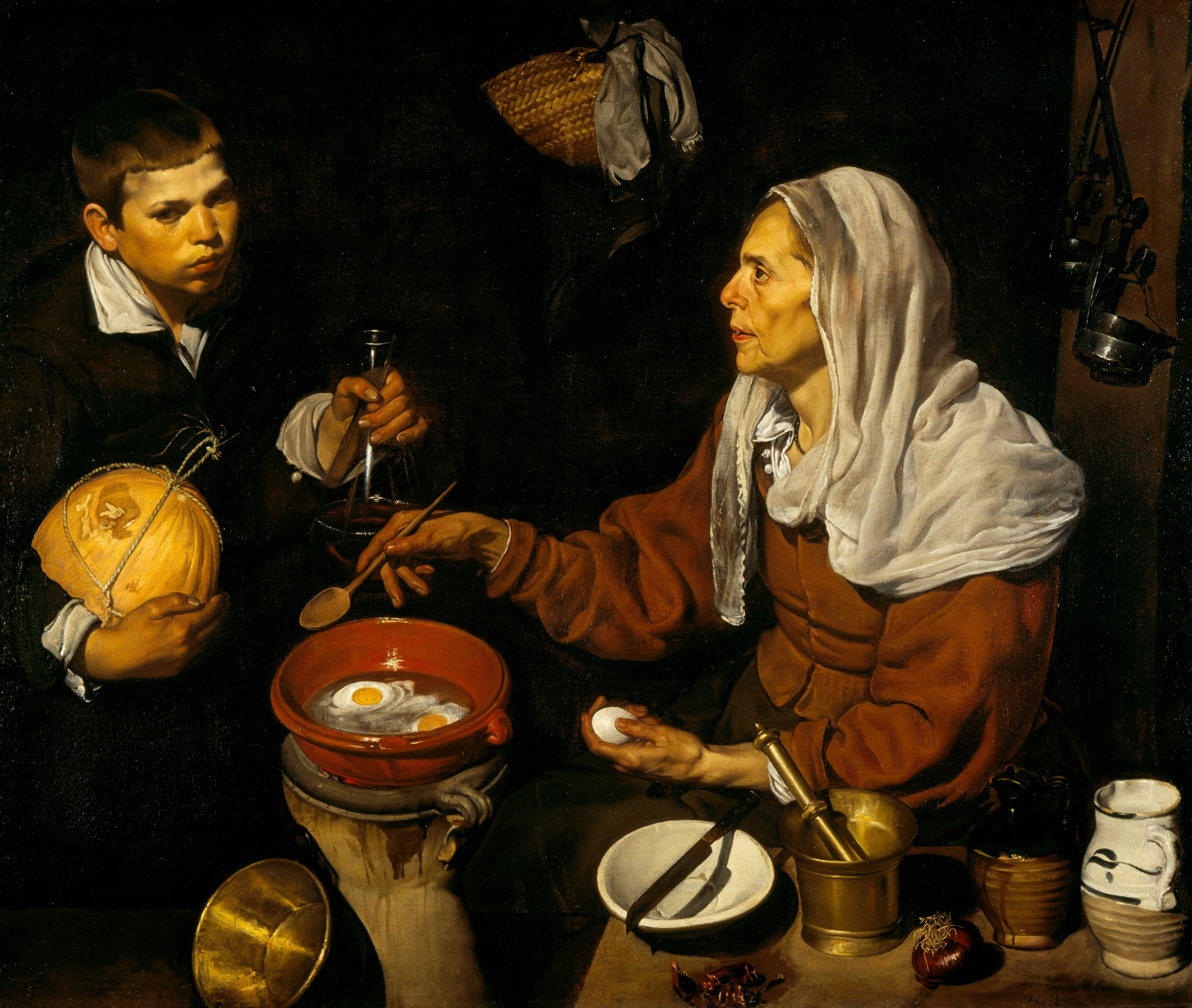
Vieja friendo huevos de Velázquez, pintado en 1618 refleja la pobreza de la sociedad española de la época.

Para la monarquía hispánica, mientras que el siglo XVI había sido una era de esplendor y de expansión política y demográfica, el siglo XVII se convirtió en un período de crisis política, estancamiento demográfico y de profunda crisis económica y social. Por eso el siglo XVII suele asociarse con la decadencia de la monarquía hispánica, aunque muchos de los problemas vinieron de las decisiones tomadas en el siglo anterior. A lo largo de la centuria la economía española tuvo una profunda crisis que afectó principalmente a la Corona de Castilla, que soportaba la mayor parte de los elevados gastos de la política internacional de la monarquía. La agricultura vivió una severa crisis, la despoblación del campo vino provocada por las constantes epidemias las levas para la guerra y el traslado de los campesinos a las ciudades huyendo de los grandes tributos. Por ello y por la falta de innovaciones técnicas, la producción agrícola disminuyó. La industria artesanal experimentó un gran deterioro debido a la competencia de los productos europeos más baratos y la reducción del consumo. El comercio sufrió una notable disminución, la crisis generalizada y las guerras provocaron la decadencias de las ferias castellanas y del comercio con América. La Hacienda Real padeció una grave crisis, el aumento de los gastos de la corte y las continuas guerras, unidos a la disminución del oro y la plata procedentes de América, dejaron a la Real Hacienda en una situación crítica. La monarquía intentó salir de esta situación con subidas de impuestos y con la venta de títulos nobiliarios y cargos públicos a particulares, todas estas medidas tuvieron poco éxito. La población española había crecido de forma continuada durante el siglo XVI pero en el siglo XVII sufrió un grave estancamiento. Se estima que la población que en 1600 era de 8 700 000 habitantes quedó reducida a 7 000 000 al finalizar la centuria. Las causas principales eran las epidemias de peste, las inmigraciones al Nuevo Mundo, la expulsión de los moriscos y las permanentes guerras. La nobleza aumentó su número por la venta de títulos nobiliarios, ante la situación de crisis, los nobles aumentaron las obligaciones y tributos de los campesinos. El clero creció igualmente en efectivos pues mucha gente ingresaba en la vida religiosa sin vocación alguna, huyendo de la escasez y el hambre. Los grupos burgueses sufrieron gravemente el impacto de la crisis económica, al igual que los artesanos que vieron como se arruinaban muchas industrias. El enorme imperio de Felipe II fue heredado por Felipe III, monarca de escasas dotes políticas. La política interior de su reinado se caracterizó por la figura del valido y su política exterior por la búsqueda de la paz tras un período de continuas guerras. Felipe III fue un rey de carácter débil que inauguró la práctica de delegar los asuntos de gobiernos a un ministro o hombre denominado favorito o valido. El valido de Felipe III fue el Duque de Lerma, preocupado más por sus intereses que por los asuntos de gobierno y que fue sustituido en 1618 por su hijo, el Duque de Uceda. Durante este reinado siguieron agravándose los problemas económicos, por ello en 1607 se produjo una nueva bancarrota. Una de las medidas adoptadas por el duque de Lerma fue la expulsión de los moriscos en el año 1609, decisión que tuvo unos efectos demográficos y económicos desastrosos. A Felipe III lo sucedió su hijo Felipe IV, el cual delegó en el valido, conde-duque de Olivares cuyo objetivo prioritario era lograr la hegemonía de Europa, para ello necesitaba realizar reformas en la monarquía a fin de que todos los territorios contribuyesen a los gastos, pues estos recaían mayoritariamente en la Corona de Castilla, dicho proyecto recibió el nombre de Gran Memorial y fue presentado en 1624. Olivares aumentó los impuestos, trató de recortar la autonomía y de repartir los gastos militares entre todos los reinos peninsulares mediante su proyecto de Unión de Armas. Las medidas de Olivares provocaron la sublevación de Cataluña en 1640 que pidió ayuda a Francia, además en Portugal el Duque de Braganza se autoproclamó rey, ratificando la independencia. Todo esto provocó unas grandes guerras que lograron recuperar Cataluña en 1652, pero no así Portugal que firmó la independencia con la monarquía hispánica en 1668.

## Ciencia

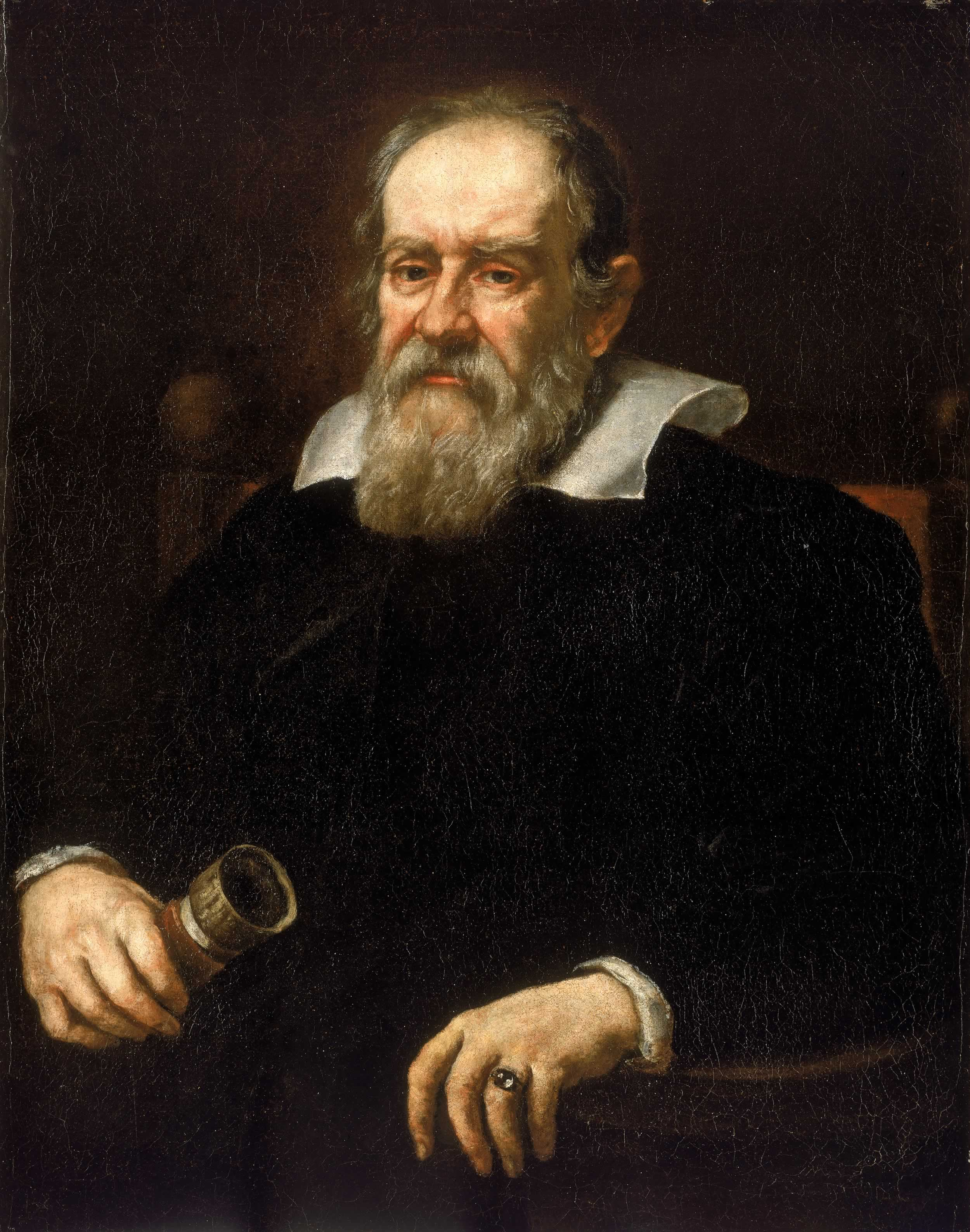
Galileo Galilei

### Matemáticas
Durante la mayor parte del siglo, los matemáticos comenzaron a aplicar medidas cuantitativas la medición de fenómenos físicos en la Tierra. Galileo sostenía firmemente que las matemáticas proporcionaban una especie de certidumbre necesaria que se podía comparar con la de Dios: "... con respecto a esas pocas [ proposiciones matemáticas] que el entendimiento humano entiende, creo que su conocimiento es igual al Divino en certeza objetiva..."
Si bien los filósofos naturalistas medievales usaban problemas matemáticos, limitaban los estudios sociales a análisis teóricos de la velocidad local y otros aspectos de la vida. La medición actual de una cantidad física y la comparación de esa medida con un valor calculado sobre la base de la teoría, fue limitada en gran parte a las disciplinas matemáticas de la astronomía y la óptica en Europa.
Aristóteles reconoció cuatro tipos de causas, y donde sea aplicable, la más importante de ellas es la "causa final". La causa final fue el objetivo, el objetivo o el propósito de algún proceso natural o hecho por el hombre. Hasta la revolución científica, era muy natural ver tales objetivos, como por ejemplo, el crecimiento de un niño, conduciendo a un adulto maduro. La inteligencia fue asumida solo en el propósito de los artefactos artificiales; no fue atribuido ni a otros animales ni a la naturaleza.
En la "filosofía mecánica" o Mecanicismo no se permite ningún campo o acción a distancia, las partículas o corpúsculos de materia son fundamentalmente inertes. El movimiento es causado por colisión física directa. Cuando las sustancias naturales habían sido previamente entendidas como de naturaleza orgánica, los filósofos mecánicos las consideraban máquinas. Como resultado, la teoría de Isaac Newton parecía una especie de retroceso hacia la "acción espeluznante a distancia". Según Thomas Kuhn, él y Descartes sostuvieron el principio teleológico de que Dios conservó la cantidad de movimiento en el universo:
"La gravedad, interpretada como una atracción innata entre cada par de partículas de materia, era una cualidad oculta en el mismo sentido en que había sido la "tendencia a caer" de los escolásticos... A mediados del siglo XVIII esa interpretación había sido casi universalmente aceptada, y el resultado fue una reversión genuina (que no es lo mismo que un retroceso) a un estándar escolástico. Las atracciones innatas y las repulsiones unían el tamaño, la forma, la posición y el movimiento como propiedades primarias físicamente irreducibles de la materia."
Newton también había atribuido específicamente el poder inherente de la inercia a la materia, contra la tesis mecanicista de que la materia no tiene poderes inherentes. Pero mientras que Newton negaba vehementemente la gravedad fuera un poder inherente de la materia, su colaborador Roger Cotes hizo de la gravedad también un poder inherente de la materia, según lo establecido en su prefacio famoso a la segunda edición de 1713 de Principia que él corrigió y que contradecía al mismo Newton. Y fue la interpretación de Cotes de la gravedad más que la de Newton la que llegó a ser aceptada.

### Física

#### Óptica

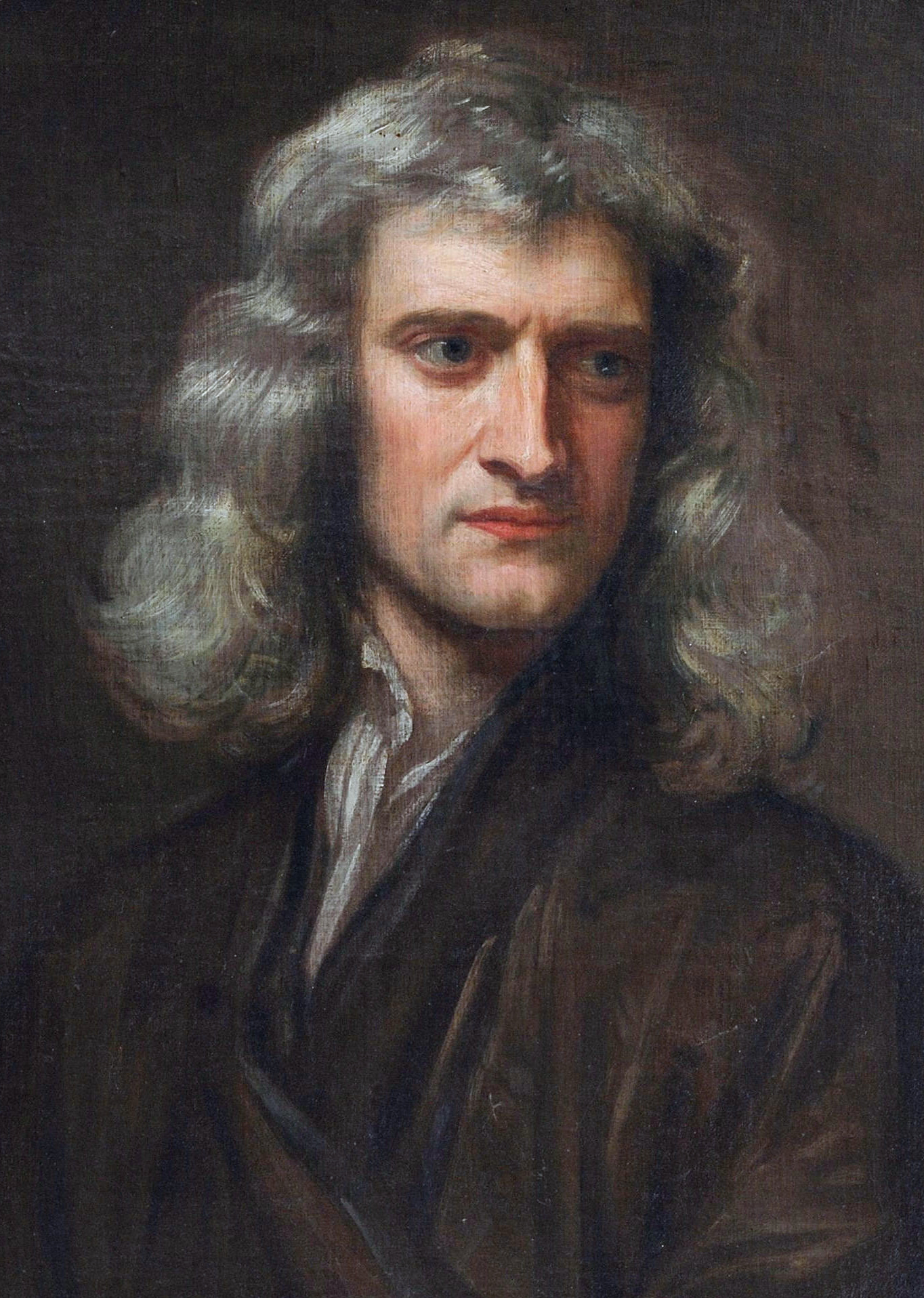
Isaac Newton

Se realizó un importante trabajo en el campo de la óptica. En 1604. Johannes Kepler publicó Astronomiae Pars Optica. En él describió la ley del cuadrado inverso que gobierna la intensidad de la luz, la reflexión por los espejos planos y curvos, y los principios de las Cámara estenopeicas, así como también implicaciones astronómicas de la óptica como el paralaje y el tamaño aparente de los cuerpos celestes. Generalmente, Astronomiae Pars Optica se reconoce como la fundación de la óptica moderna (aunque la ley de refracción está visiblemente ausente).
Willebrord Snellius (1580-1626) encontró en 1621 la ley matemática de la refracción, conocida en el siglo XX y XXI como la ley de Snell. Posteriormente, René Descartes (1596-1650) mostró, usando la construcción geométrica y la ley de la refracción (también conocida como la ley de Descartes) , que el radio angular de un arco iris es de 42° (es decir, el ángulo subtendido en el ojo por el borde del arco iris y el centro del arco iris es 42°). También descubrió independientemente la ley de la reflexión, y su ensayo en la óptica fue la primera mención publicada de esta ley.
Christiaan Huygens (1629-1695) escribió varios trabajos en el área de la óptica. Estos incluyeron Opera reliqua (también conocido como Christiani Hugenii Zuilichemii, dum viveret Zelhemii toparchae, opuscula posthuma) y el Traité de la lumière.
Isaac Newton investigó la refracción de la luz, demostrando que un prisma podría descomponer la luz blanca en un espectro de colores, y que una lente y un segundo prisma podrían recomponer el espectro multicolor en luz blanca. También demostró que la luz coloreada no cambia sus propiedades separando un haz coloreado y brillando en varios objetos. Newton señaló que, independientemente de si se reflejaba, se dispersaba o se transmitía, permanecía del mismo color. De este modo, observó que el color es el resultado de que los objetos interactúan con la luz ya coloreada en lugar de los objetos que generan el color. Esto se conoce como la teoría del color de Newton. De este trabajo llegó a la conclusión de que cualquier telescopio refractor sufriría la dispersión de la luz en colores. El interés de la Royal Society le animó a publicar sus notas On Colour (más tarde expandidas en Opticks). Newton argumentó que la luz está compuesta por partículas o corpúsculos y estos se refractaban acelerando hacia el medio más denso, pero tuvo que asociarlas con ondas para explicar la difracción de la luz.
En su Hipótesis de Luz de 1675, Newton postuló la existencia del éter para transmitir fuerzas entre partículas. En 1704, Newton publicó Opticks, donde expuso su teoría corpuscular de la luz. Consideraba que la luz estaba compuesta de corpúsculos extremadamente sutiles, que la materia ordinaria estaba hecha de corpúsculos más gruesos y especulaba que mediante una especie de transmutación alquímica "¿No son convertibles los cuerpos gruesos y la luz unos en otros? ...y los cuerpos no pueden recibir mucha de su actividad de las Partículas de Luz que entran en su Composición?"

#### Electricidad
El Dr. William Gilbert, en De Magnete, inventó la nueva palabra latina electricus de ἤλεκτρον (elektron), la palabra griega para "ámbar". Gilbert emprendió una serie de cuidadosos experimentos eléctricos, en el curso de los cuales descubrió que muchas sustancias distintas del ámbar, como el azufre, la cera, el vidrio, etc.,109 eran capaces de manifestar propiedades eléctricas. Gilbert también descubrió que un cuerpo calentado perdía su electricidad y que la humedad impedía la electrificación de todos los cuerpos, debido al ahora bien conocido hecho de que la humedad alteraba el aislamiento de tales cuerpos. También notó que las sustancias electrificadas atraían indiscriminadamente todas las demás sustancias, mientras que un imán solo atraía el hierro. Los muchos descubrimientos de esta naturaleza le ganaron a Gilbert el título de fundador de la ciencia eléctrica.110 Al investigar las fuerzas sobre una aguja metálica ligera, equilibrada en un punto, amplió la lista de cuerpos eléctricos y encontró también que muchas sustancias, incluyendo metales y imanes naturales, no mostraban fuerzas atractivas cuando se frotaban. Observó que el tiempo seco con viento del norte o del este era la condición atmosférica más favorable para exhibir fenómenos eléctricos -una observación susceptible de conceptos erróneos hasta que se entendiera la diferencia entre el conductor y el aislante.111
Robert Boyle también trabajó frecuentemente en la nueva ciencia de la electricidad, y añadió varias sustancias a la lista de eléctricos de Gilbert. Dejó un relato detallado de sus investigaciones bajo el título de Experiments on the Origin of Electricity (Experimentos sobre el origen de la electricidad).111 Boyle, en 1675, declaró que la atracción eléctrica y la repulsión pueden actuar a través del vacío. Uno de sus descubrimientos importantes fue que los cuerpos electrificados en el vacío atraerían sustancias ligeras, lo que indica que el efecto eléctrico no dependía del aire como medio. También añadió resina a la entonces conocida lista de eléctricos.109110112113114
Esto fue seguido en 1660 por Otto von Guericke, quien inventó un generador electrostático primitivo. A finales del siglo XVII, los investigadores habían desarrollado medios prácticos para generar electricidad por fricción con un generador electrostático, pero el desarrollo de las máquinas electrostáticas no comenzó en serio hasta el siglo XVIII, cuando se convirtieron en instrumentos fundamentales en los estudios sobre la nueva Ciencia de la electricidad. El primer uso de la palabra electricidad se atribuye a Sir Thomas Browne en su obra de 1646, Pseudodoxia Epidemica. En 1729, Stephen Gray (1666-1736) demostró que la electricidad podría ser "transmitida" a través de filamentos metálicos.

### Astronomía

Johannes Kepler

#### Heliocentrismo
Durante casi cinco milenios, el modelo geocéntrico de la Tierra como centro del universo era prácticamente aceptado por todos excepto por unos cuantos astrónomos. En la cosmología de Aristóteles, la localización central de la Tierra era tal vez menos significativa que su identificación como reino de imperfección, inconstancia, irregularidad y cambio, en contraposición a los "cielos" (Luna, Sol, planetas, estrellas) considerados perfectos y permanentes, inmutables, y en el pensamiento religioso, el reino de los seres celestiales. La Tierra estaba compuesta de material diferente, los cuatro elementos "tierra", "agua", "fuego" y "aire", mientras que lo suficientemente lejos por encima de su superficie (aproximadamente la órbita de la Luna), estaban los cielos compuestos de una sustancia diferente, el llamado "Éter".  El modelo heliocéntrico que lo reemplazó implicaba no solo el desplazamiento radical de la Tierra hacia una órbita alrededor del Sol, sino que su compartición con los otros planetas implicaba un universo de componentes celestes hechos de las mismas sustancias cambiantes que la Tierra. Los movimientos celestiales ya no necesitaban ser gobernados por una perfección teórica, confinada a órbitas circulares.
El trabajo de Copérnico de 1543 sobre el modelo heliocéntrico del sistema solar intentó demostrar que el sol era el centro del universo. Pocos fueron molestados por esta sugerencia, y el papa y varios arzobispos estaban bastante interesados por este modelo pues deseaban más detalle. Posteriormente, su modelo fue utilizado para crear el calendario del papa Gregorio XIII. Sin embargo, la idea de que la tierra se movía alrededor del sol fue puesta en duda por la mayoría de los contemporáneos de Copérnico. Contradecía no solo la observación empírica, por la ausencia de una paralaje estelar observable, sino más significativamente en su momento, la autoridad de Aristóteles.
Los descubrimientos de Johannes Kepler Galileo dieron credibilidad a la teoría. Kepler fue un astrónomo que, usando las observaciones exactas de Tycho Brahe, propuso que los planetas se mueven alrededor del sol no en órbitas circulares, sino en las elípticas. Junto con sus otras leyes del movimiento planetario, esto le permitió crear un modelo del sistema solar que era una mejora sobre el sistema original de Copérnico. Las principales contribuciones de Galileo a la aceptación del sistema heliocéntrico fueron su mecánica, las observaciones que hizo con su telescopio, así como su presentación detallada del caso para el sistema. Utilizando una teoría primitiva de la inercia, Galileo pudo explicar por qué las rocas que caen de una torre lo hacen hacia abajo incluso si la tierra gira. Sus observaciones de las lunas de Júpiter, las fases de Venus, las manchas en el sol y las montañas en la luna contribuyeron a desacreditar la filosofía aristotélica y la teoría ptolemaica del sistema solar. A través de sus descubrimientos combinados, el sistema heliocéntrico ganó apoyo, y a finales del siglo XVII fue generalmente aceptado por los astrónomos.

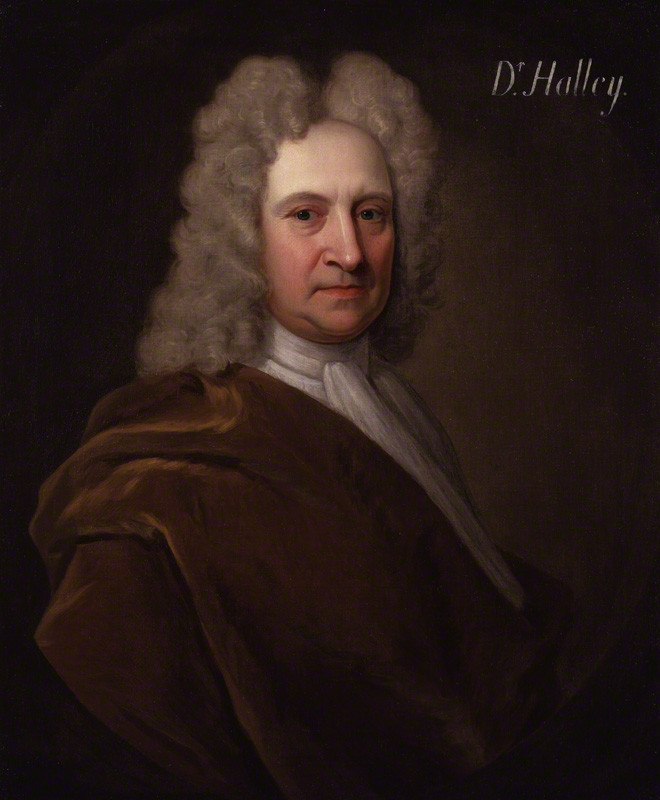
Edmund Halley, descubridor del cometa Halley

Este trabajo culminó en la obra de Isaac Newton. El Principia de Newton formuló las leyes del movimiento y la gravitación universal, que dominaron la visión de los científicos sobre el universo físico durante los próximos tres siglos. Derivando las leyes de movimiento planetario de Kepler a partir de su descripción matemática de la gravedad, y luego utilizando los mismos principios para explicar las trayectorias de los cometas, las mareas, la precesión de los equinoccios y otros fenómenos, Newton eliminó las últimas dudas sobre la validez del modelo heliocéntrico del cosmos. Este trabajo también demostró que el movimiento de los objetos sobre la Tierra y de los cuerpos celestes podría ser descrito por los mismos principios. Su predicción de que la Tierra debería tener la forma de un esferoide ovalado fue posteriormente reivindicada por otros científicos. Sus leyes de movimiento debían ser el fundamento sólido de la mecánica; su ley de la gravitación universal combinada con la mecánica terrestre y celestial en un gran sistema que parecía ser capaz de describir el mundo entero en fórmulas matemáticas.
Además de probar el modelo heliocéntrico, Newton también desarrolló la teoría de la gravitación. En 1679, comenzó a considerar la gravitación y su efecto sobre las órbitas de los planetas con referencia a las leyes de Kepler del movimiento planetario. Esto siguió tras la estimulación de un breve intercambio de cartas en 1679-80 con Robert Hooke, que había sido designado para manejar la correspondencia de la Royal Society y que abrió una correspondencia destinada a obtener contribuciones de Newton a las transacciones de la Royal Society. El despertar del interés de Newton en materias astronómicas recibió el estímulo adicional por la aparición de un cometa en el invierno de 1680-1681, el cual se correspondía con John Flamsteed.88 Después de los intercambios con Hooke, Newton elaboró demostraciones de que la forma elíptica de las órbitas planetarias resultaría de una fuerza centrípeta inversamente proporcional al cuadrado del radio vector (véase la ley de Newton de la gravitación universal - Historia y De motu corporum in gyrum). Newton comunicó sus resultados a Edmond Halley y a la Royal Society en De motu corporum in gyrum, de 1684.89 Este tramo contenía el núcleo que Newton desarrolló y expandió para formar el Principia.
El Principia fue publicado el 5 de julio de 1687 con el estímulo y la ayuda financiera de Edmond Halley. En esta obra, tres leyes universales del movimiento declaró las tres leyes universales del movimiento que contribuyeron a muchos avances durante la Revolución Industrial que siguieron y que no fueron mejoradas durante más de 200 años. Muchos de estos avances siguen siendo los fundamentos de las tecnologías no-relativistas en el mundo moderno. Usó la palabra latina gravitas (peso) para el efecto que se conocería como gravedad, y definió la ley de la gravitación universal.
El postulado de Newton de una fuerza invisible capaz de actuar sobre vastas distancias le llevó a ser criticado por introducir "organismos ocultos" en la ciencia. Posteriormente, en la segunda edición de los Principia (1713), Newton rechazó firmemente tales críticas en un General Scholium concluyente, escribiendo que era suficiente que los fenómenos implicaran una atracción gravitatoria, como lo hicieron; Pero hasta el momento no indicaron su causa, y era innecesario e inapropiado enmarcar hipótesis de cosas que no estaban implícitas en los fenómenos. (Aquí Newton usó lo que se convirtió en su famosa expresión "hipótesis no fingo").
En un punto fue necesaria la confrontación de dos sistemas (Descartes-Newton) contemporáneos en la concepción del mundo natural:94
- Descartes, Principia philosophiae (1644), a pesar de su indudable modernidad, mantiene la herencia de la filosofía anterior anclada en las formas divinas y propone un método basado en la deducción a partir de unos principios, las ideas innatas, formas esenciales y divinas como «principios del pensar».95 El mundo es un «mecanismo» determinista regido por unas leyes determinadas que se pueden conocer como ciencia mediante un riguroso método de análisis a partir de intuiciones evidentes. Es la consagración definitiva de la nueva ciencia, el triunfo del antiaristotelismo medieval, la imagen heliocéntrica del mundo, la superación de la división del universo en mundo sublunar y supralunar en un único universo mecánico.
- Newton, Principia Mathematica philosophiae naturalis, (1687). Manteniendo el espíritu anterior sin embargo realiza un paso más allá: el rechazo profundo a la hipótesis cartesiana de los vórtices. La ciencia mecanicista queda reducida a un cálculo matemático a partir de la mera experiencia de los hechos observados sobre un espacio-tiempo inmutable.

Tanto uno como otro daban por supuesto la exactitud de las leyes naturales deterministas fundadas en la voluntad de Dios creador. Pero mientras el determinismo de Descartes se justifica en el riguroso método de ideas a partir de hipótesis sobre las regularidades observadas, Newton constituía el fundamento de dichas regularidades y su necesidad en la propia «observación de los hechos». Mientras uno mantenía un concepto de ciencia «deductiva», el otro se presentaba como un verdadero «inductivista», Hypotheses non fingo.

## Música

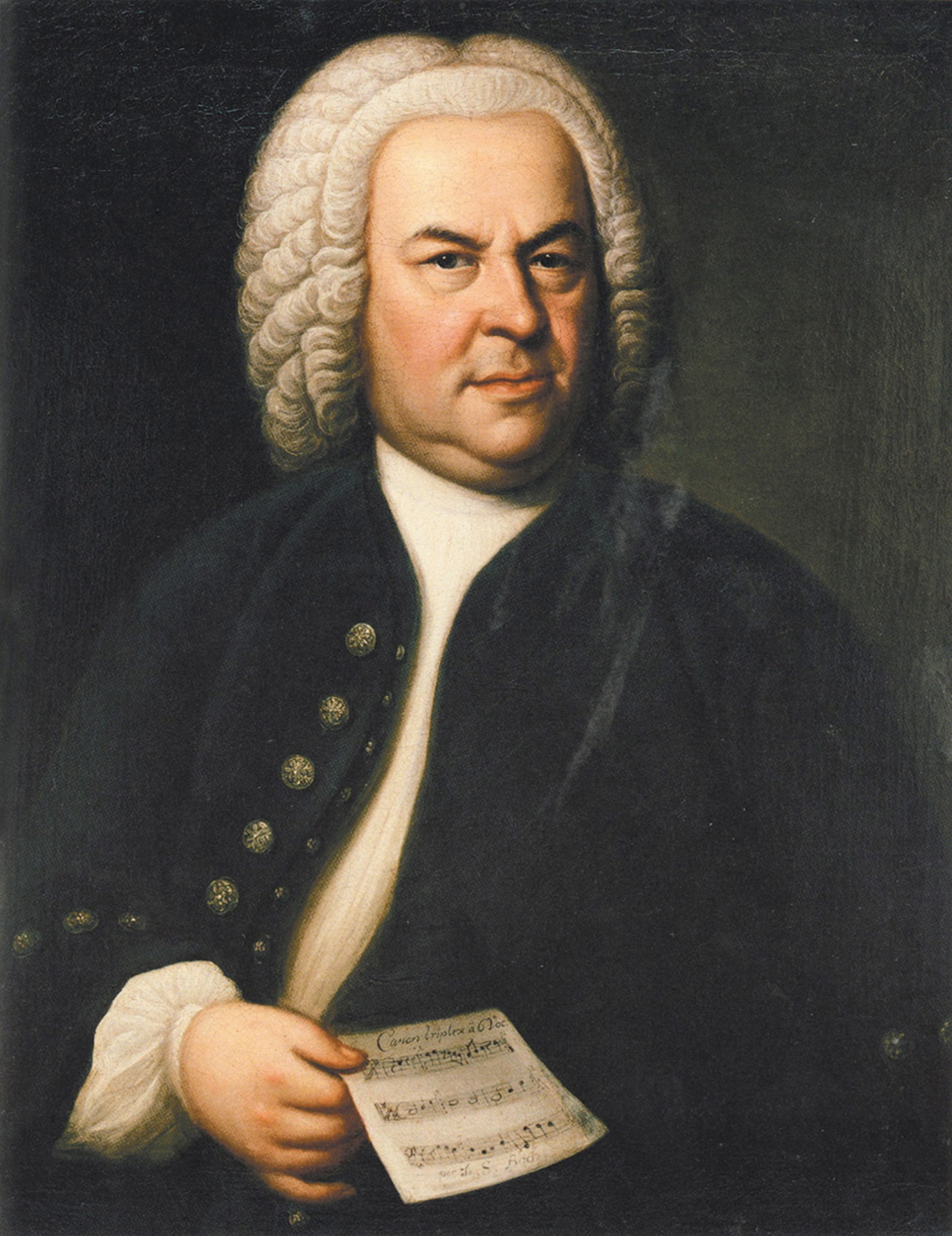
Johann Sebastian Bach, máximo representante de la música barroca

La música barroca o música del Barroco es el estilo musical europeo, relacionado con la época cultural homónima, que abarcó todo el siglo. Es uno de los estilos de la generalmente llamada música clásica o culta europea, antecedido por la música del Renacimiento y seguido por la música del Clasicismo. Caracterizada por la aparición de la tonalidad y el uso del bajo continuo, la barroca fue la época en la que se crearon formas musicales como la sonata, el concierto y la ópera. Entre los músicos del Barroco destacan Johann Sebastian Bach, Georg Friedrich Händel, Antonio Vivaldi, Johann Pachelbel, Domenico Scarlatti, Georg Philipp Telemann, Jean-Baptiste Lully, Arcangelo Corelli, Claudio Monteverdi.
El término barroco se tomó de la arquitectura, donde designaba algo «retorcido», una construcción «pesada, elaborada, envuelta» (siendo el término original, «barrueco» o «berrueco», un lusismo que describía una perla deformada o joya falsa). En el siglo XVIII se usó en sentido peyorativo para describir las características del estilo musical del siglo anterior, que se consideraba «tosco, extraño, áspero y anticuado».
Las principales características de la música de la época barroca son:
- La polarización de la textura hacia las voces extremas (aguda y grave). Aunque se sigue escribiendo música a cuatro y cinco voces, estas no son ya de similar importancia, sino que se destacan la voz superior y el bajo, abreviándose la escritura de las intermedias en el llamado bajo continuo; esta textura suele llamarse bipolar o de monodia acompañada.
- La presencia obligatoria del bajo continuo: junto a la línea melódica más grave (el bajo) se escriben unas cifras que resumen la armonía de las voces superiores. El bajo continuo era interpretado habitualmente por uno o varios instrumentos melódicos graves (violonchelo, viola da gamba, fagot...) más un instrumento armónico que improvisaba los acordes (clave, archilaúd, órgano positivo, guitarra barroca, arpa, tiorba...).
- El desarrollo de la armonía tonal, en la que el movimiento melódico de las voces queda supeditado a la progresión de acordes funcionales, armados desde el bajo continuo. El ritmo armónico es rápido (cambio frecuente de acorde).
- El ritmo del propio bajo establece un compás claro y sencillo (sea binario o ternario), muy uniforme, incluso mecánico.
- El desarrollo de un lenguaje instrumental propio diferenciado del vocal, con adaptación de la escritura musical a cada tipo de instrumento (escritura idiomática). En los teatros de ópera aparece la orquesta, con predominio de instrumentos de cuerda frotada, base de la actual orquesta sinfónica.
- La aparición de nuevas formas vocales e instrumentales: la ópera, el oratorio y la cantata entre las primeras, y el concierto, la sonata, la orquesta y la suite entre las segundas.
- El gusto por los fuertes contrastes sonoros (entre coros, entre familias instrumentales o entre solista y orquesta), materializado en la policoralidad y el «estilo concertante», por oposición a la uniformidad de texturas y timbres habitual en el Renacimiento.
- El amplio espacio dejado a la improvisación, tanto en obras libres como en las ya escritas, en forma de ornamentación.

### Estética y función del Barroco
Estilo surgido en plena lucha entre la Reforma luterana y la Contrarreforma católica, la música fue utilizada en el Barroco como medio de propaganda por las iglesias en competencia y por la alta nobleza, únicas instituciones (junto a algunas ciudades libres) capaces de mantener una capilla de músicos profesionales. La música se vuelve indispensable para cualquier actividad, por lo que el músico pasa a ser un sirviente más de los que acompañaban a los nobles. Producto de estos fines es, como en otras artes de la época, una estética expresiva y teatralizante: profusión en el uso de la ornamentación, dramatismo, uso de recursos para la pompa y esplendor en los espectáculos públicos, fuertes contrastes sonoros...
La transmisión de emociones se organizaba a través de la teoría de los afectos y la retórica, que transfiere conceptos de la oratoria tradicional a la composición del discurso musical. En los géneros vocales la música queda supeditada a la poesía, pues su propósito es el refuerzo en la transmisión del sentido y los sentimientos ligados a la palabra; el espectáculo de mayor éxito, y que mejor resume el gusto y la estética de la época, será la ópera, fusión de poesía, música y teatro. La claridad en la dicción de los textos es por ello condición fundamental, impuesta tanto en la música religiosa como en la teatral (aparición del estilo de recitativo).

### Géneros y las formas
La emancipación de la música instrumental respecto de la vocal conduce a una clara separación entre géneros instrumentales y géneros vocales. La música instrumental alcanzó pronto su madurez con la creación de formas como la sonata, el concierto y la suite, de gran trascendencia posterior.
Los géneros vocales eran divididos ya en la época entre teatrales y religiosos: entre los primeros se cuenta la gran creación del Barroco musical, la ópera, mientras a los religiosos se adscriben formas nuevas como el oratorio y la cantata, junto a antiguas como el motete y la misa.

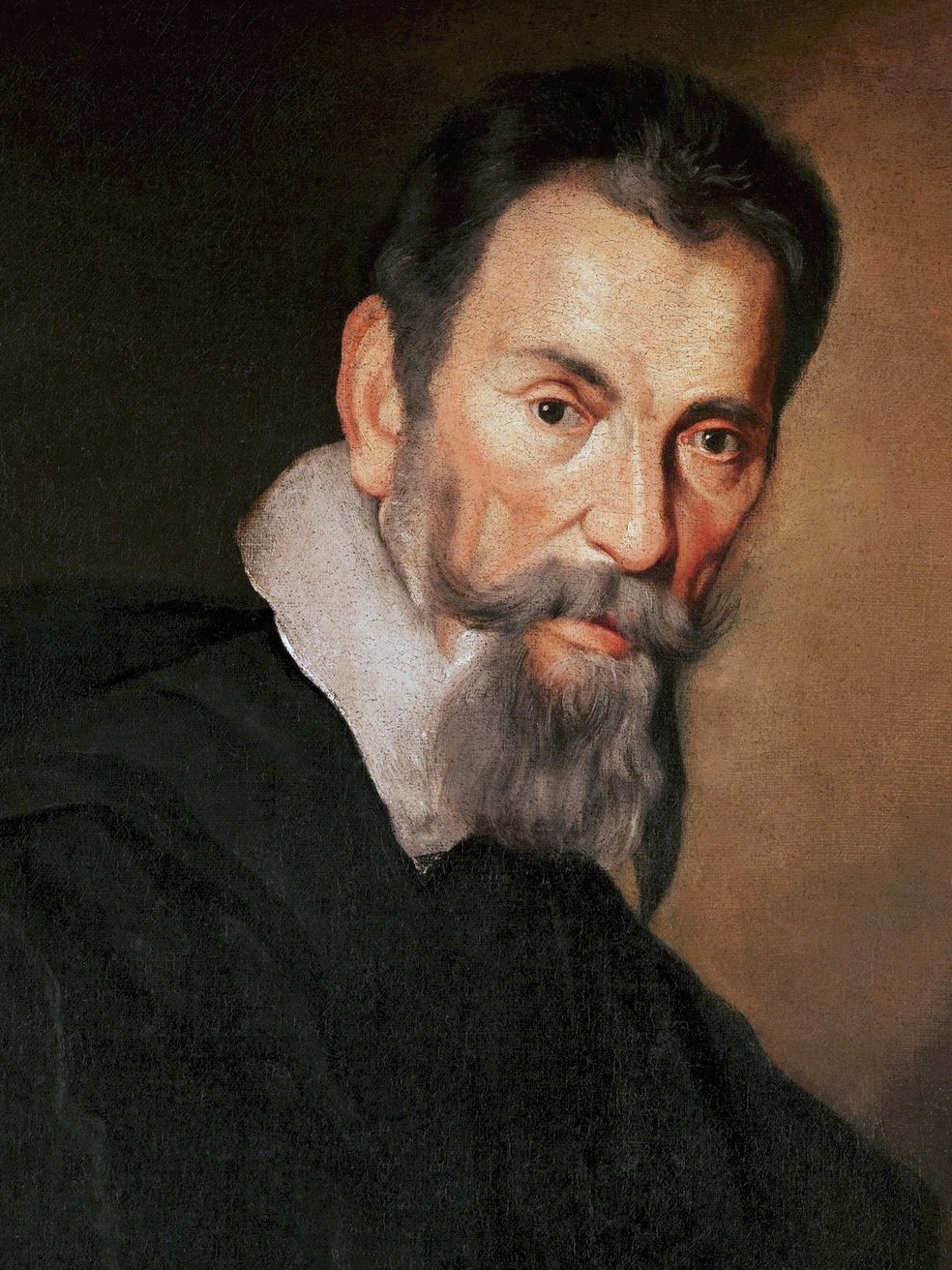
Claudio Monteverdi, impulsor de la ópera.

#### Ópera
Las corrientes humanistas, en particular la [Camerata Florentina], buscaban ya a finales del XVI una puesta al día del antiguo teatro griego, basándose sin embargo en formas musicales recientes, como el drama litúrgico, el drama pastoral, las comedias madrigalescas con figuras de la commedia dell'arte y los intermezzi teatrales. Los sucesivos experimentos en los que la música vocal se combinaba con danzas y escenas teatrales habladas forjaron finalmente un espectáculo musicalmente continuado, en que estas escenas habladas eran sustituidas por recitativos: había nacido la ópera. Entre las primeras se cuentan la Dafne de Jacopo Peri, de cuya música solo se conservan algunos fragmentos y cuyo tema fue significativamente tomado de Las metamorfosis de Ovidio, y Eurídice, también de Jacopo Peri, esta sí conservada completa en su edición de 1600. Pero fue Monteverdi con su Orfeo (1607) quien consolidó la forma.
La evolución posterior y su fusión con otras formas músico-teatrales acabó convirtiendo a la ópera barroca en una representación teatral íntegramente musicada en la que se suceden números de cuatro tipos:
- Recitativos, en los que los cantantes hacen avanzar los diálogos de la obra dramática en un canto silábico apenas acompañado por el bajo continuo.

- Arias, verdadero núcleo musical de la ópera. Son números solísticos líricos y muy elaborados, a menudo virtuosos, al servicio del lucimiento del cantante y del puro deleite musical (aun a costa del decurso teatral, aquí suspendido). Hacia el final del periodo se impuso la forma A-B-A, llamada aria da capo.

- Números instrumentales ejecutados por la orquesta desde el foso, como la sinfonía inicial y, sobre todo, las danzas bailadas en escena.

- Coros, generalmente a cuatro voces, a imitación de los coros del teatro griego.

La ópera se impuso como el gran espectáculo de la época en toda Europa: además de en toda Italia, se representaron regularmente en lugares como Viena, Londres, Hamburgo, Dresde, Hannover, Múnich y París. Con la notable excepción de Francia, el italiano siguió siendo el idioma de los libretos, y la temática casi siempre mitológica: era la llamada opera seria, arena del triunfo de los compositores con pretensiones de éxito del Barroco.
Paralelamente aparecieron géneros músico-teatrales más populares, en lengua vernácula, con personajes contemporáneos (a menudo de clase baja), tramas a veces humorísticas y pasajes hablados en lugar de recitativos. Estos espectáculos se introducían bien a modo de intermedio entre los actos de la ópera seria o bien como obras independientes; recibieron diversos nombres en cada país: singspiel (Alemania), zarzuela (España), opera buffa e intermezzi (Italia), opéra-comique (Francia), etc.

#### Oratorio
Musicalmente casi idéntico a la ópera (aunque con más énfasis en los coros), solía tener una temática religiosa y no era escenificado (esto es, era ejecutado al modo de las actuales "versiones de concierto"). A diferencia de la ópera, casi siempre en italiano, los oratorios solían escribirse en lengua vernácula. El más famoso ejemplo es El Mesías de Händel.
Un caso particular de oratorio, representado en las iglesias protestantes de la época, era la Pasión, obra de larga duración que relataba, en recitativo, el texto evangélico de la Pasión de Jesucristo, con arias y corales insertados. La Pasión según San Mateo de Bach es su más ilustre ejemplo.

#### Cantata
La asunción de la monodia, el recitativo y el estilo concertante por la música de iglesia dio lugar a una nueva forma musical, la cantata, obra de uso litúrgico que intercalaba sinfonías instrumentales, recitativos, arias y coros. La composición y ejecución de nuevas cantatas religiosas en lengua vernácula era parte de las obligaciones cotidianas de los músicos de los países luteranos, caso de Bach en Leipzig: allí compuso más de doscientas.
Se escribieron también cantatas profanas, especie de minióperas de cámara habitualmente formadas por la secuencia Recitativo-Aria-Recitativo-Aria. Con frecuencia tienen un carácter vanguardista por estar dirigidas a una audiencia selecta y culta. Aunque Alessandro Scarlatti fue el más prolífico autor del género,2 son sin embargo más conocidas la Cantata del café de Bach o las compuestas por Händel, en italiano, durante su estancia en Roma.

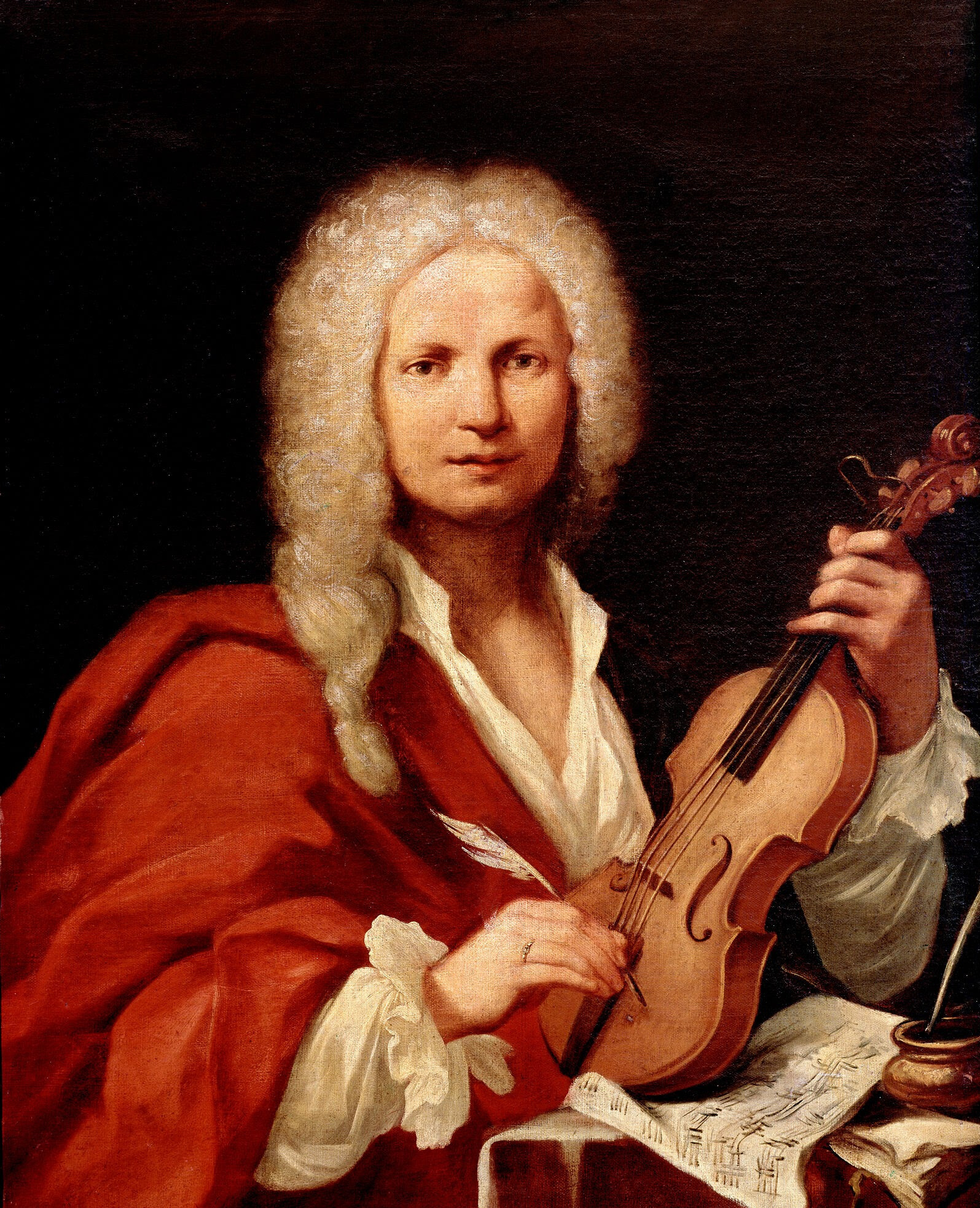
Antonio Vivaldi

### Suite
Una suite es una sucesión de movimientos o piezas de danza que se interpretan seguidas (en francés, suite). Su secuencia mínima clásica incluía:
- Allemande: danza alemana de compás cuaternario y tempo moderado.
- Courante: movimiento que generalmente es un poco más rápido que el anterior, de compás ternario y frecuentes hemiolias.
- Sarabande: danza lenta de compás ternario que acentúa característicamente su segundo pulso, de origen español.
- Giga: danza rápida en diversos compases de subdivisión ternaria, de origen irlandés.

A las que se podía añadir una obertura inicial más otras danzas tras la giga, elegidas libremente, como por ejemplo:
- Minueto: de compás ternario parecido al del vals. La suite suele contener dos minués emparejados.
- Rondó: pequeña pieza basada en la repetición de un tema (A), con intrusiones (B, C, D, etc.).De carácter aristocrático, vigoroso rítmicamente y muy sofisticado en lo melódico, la suite se derivó de los ballets de cour de la corte francesa de Versalles y acabó infiltrándose en toda la música instrumental francesa, alemana e incluso italiana, tanto para instrumentos solistas (clavicémbalo, laúd, tiorba) como para grupos de cámara o conjunto orquestal. Su transformación en música camerística estilizó sus piezas a costa de su original carácter danzable.

## Literatura

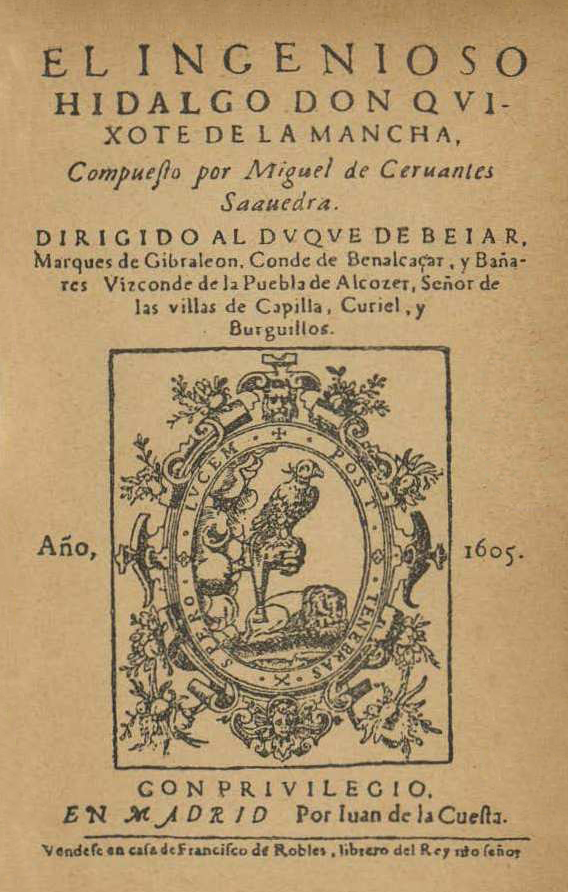
1605: Primera edición del Quijote.

La literatura del siglo, se caracteriza por el triunfo de la ornamentación, los juegos de palabras, la búsqueda de la emoción y el placer estético. A diferencia del Renacimiento, el Barroco se caracteriza por la idea del desengaño y por el pesimismo. Las temáticas frecuentes en esta literatura son la vida como lucha, sueño o mentira y la fugacidad de los hechos humanos, plasmadas en un estilo suntuoso y recargado. La literatura barroca hace uso desmedido de la adjetivación, el hipérbaton, la elipsis, la metáfora, la perífrasis, la antítesis y las alusiones mitológicas.
La literatura barroca se manifestó en diferentes maneras, desde el Eufuismo de los poetas ingleses, el Preciosismo en Francia, el Marinismo en Italia, la Primera y Segunda escuela de Silesia en Alemania y el Conceptismo y Culteranismo en España. Entre los escritores barrocos están, en español Luis de Góngora, Francisco de Quevedo, Sor Juana, Bernardo de Balbuena; en catalán Francesc Fontanella, Francesc Vicenç Garcia, Josep Romaguera; en portugués António Vieira, Gregório de Matos, Francisco Rodrigues Lobo; en inglés, los poetas metafísicos John Donne, George Herbert, Andrew Marvell, Henry Vaughan, y en alemán Andreas Gryphius y Angelus Silesius.
En España el Barroco coincide con el Siglo de Oro. Dominan los temas amorosos, del honor, los religiosos (con la contrarreforma en marcha) y la sátira. En poesía la polémica entre Conceptismo y Culteranismo alterna con el descubrimiento de nuevas formas estróficas y la continuación del soneto renacentista. La novela vive una época de máximo esplendor, con las obras de Cervantes y gran cantidad de subgéneros (donde destaca la novela picaresca). En el teatro predominan las comedias y los "autos sacramentales" o dramatizaciones de pasajes bíblicos. Pedro Calderón de la Barca mezcla las normas de la comedia con los temas graves y hace evolucionar la tragedia hispánica.
La comedia burlesca barroca en lengua catalana contenía una serie de elementos singulares y característicos que la evidenciaban como un subgénero teatral diferente de lo que hasta ahora se había clasificado como "comedia de enredo". La comedia burlesca es la parodia de las comedias barrocas castellanas, es decir, una burla de los tópicos, personajes y de los recursos de la "comedia nueva" que promovió Lope de Vega en su tratado Arte nuevo de hacer comedias en este tiempo (1609). La deformación de todos estos elementos tan característicos de la escena española, los tópicos y los recursos escénicos eran entendidos por el público de la época como una manera exagerada e incoherente de romper el modelo impuesto por el teatro castellano. Los personajes nobles son ridiculizados, actúan de una manera inesperada por el público, utilizan un lenguaje grosero, juegos de palabras que crean situaciones ridículas, no faltan las descripciones escatológicas y grotescas ni los dobles sentidos obscenos. Incluye obras como La gala està en son punt (1625) de autor anónimo, y La infanta Tellina i el rei Matarot y Los amors de Melisenda del fraile Francesc Mulet.

## Demografía y estadística en España
La población del centro de España, la más numerosa densa y pujante y con la mayor densidad de ciudades grandes y medias, empieza a declinar desde 1580 y tiene un descenso prolongado durante el siglo XVII, debido entre otras causas a la emigración americana, las numerosas epidemias, un índice de celibato de hasta el 10 % de la población y a la expulsión de los moriscos. La cornisa cantábrica y Cataluña mantienen algún crecimiento.
El centro de España pierde un millón de habitantes, pero en la periferia se mantiene la población, por lo que en conjunto disminuye probablemente en un millón de habitantes en la centuria y cambia su distribución geográfica: en el futuro, el centro estará despoblado, excepto Madrid; y la periferia, densamente poblada.
Así, en la época de la expulsión de los moriscos (1609-1610) se estiman 8 485 000 habitantes, de ellos 1 430 000 en la Corona de Aragón, mientras que para 1717 se estiman 7 500 000 habitantes, 1 500 000 en la Corona de Aragón, es decir, los mismos o más que en 1610. La despoblación se había producido en el centro.

## Cultura delsigloXVII
El siglo XVII es de un esplendor sin parangón, debido a que permite este tiempo desligarse de las ataduras provenientes de la Edad Media.
El Renacimiento del siglo XVI es la puerta de entrada para que en los 100 años que corrieron de 1600 a 1700 la sociedad pudiese zafarse del viejo molde que implantaba métodos rígidos de comportamiento y actuación especialmente impuestos por la Iglesia.
Al romper estos viejos moldes se permitió salirse de la rigidez de las estructuras lineales e imprimir nuevas formas de movimiento especialmente en el campo de las artes, donde podrían ser la pintura, escultura y arquitectura. Este adelanto de imprimir movimiento, rescatar las formas celestiales por medio de la ornamentación, y el paso de lo estático a lo dinámico se contempla como el estilo barroco, que es un estilo moderno que deja atrás al manierismo del siglo precedente.
El barroco que se presenta en diferentes manifestaciones artísticas incluida la literatura en sus dos vertientes culteranismo y conceptismo, permite arraigar a la sociedad de entonces a un nuevo estilo de vida, en el que se adapta y acepta vivir bajo situaciones en constante cambio.
Algunas manifestaciones como puentes entre diferentes municipios como por ejemplo el puente de Roa-Riaza.

## Personas relevantes

### Política

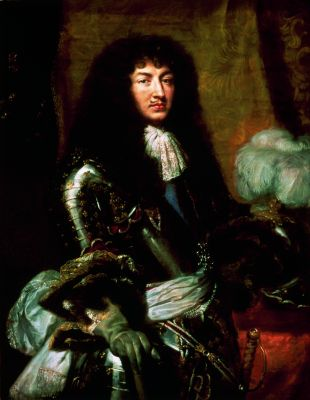
Luis XIV de Francia.

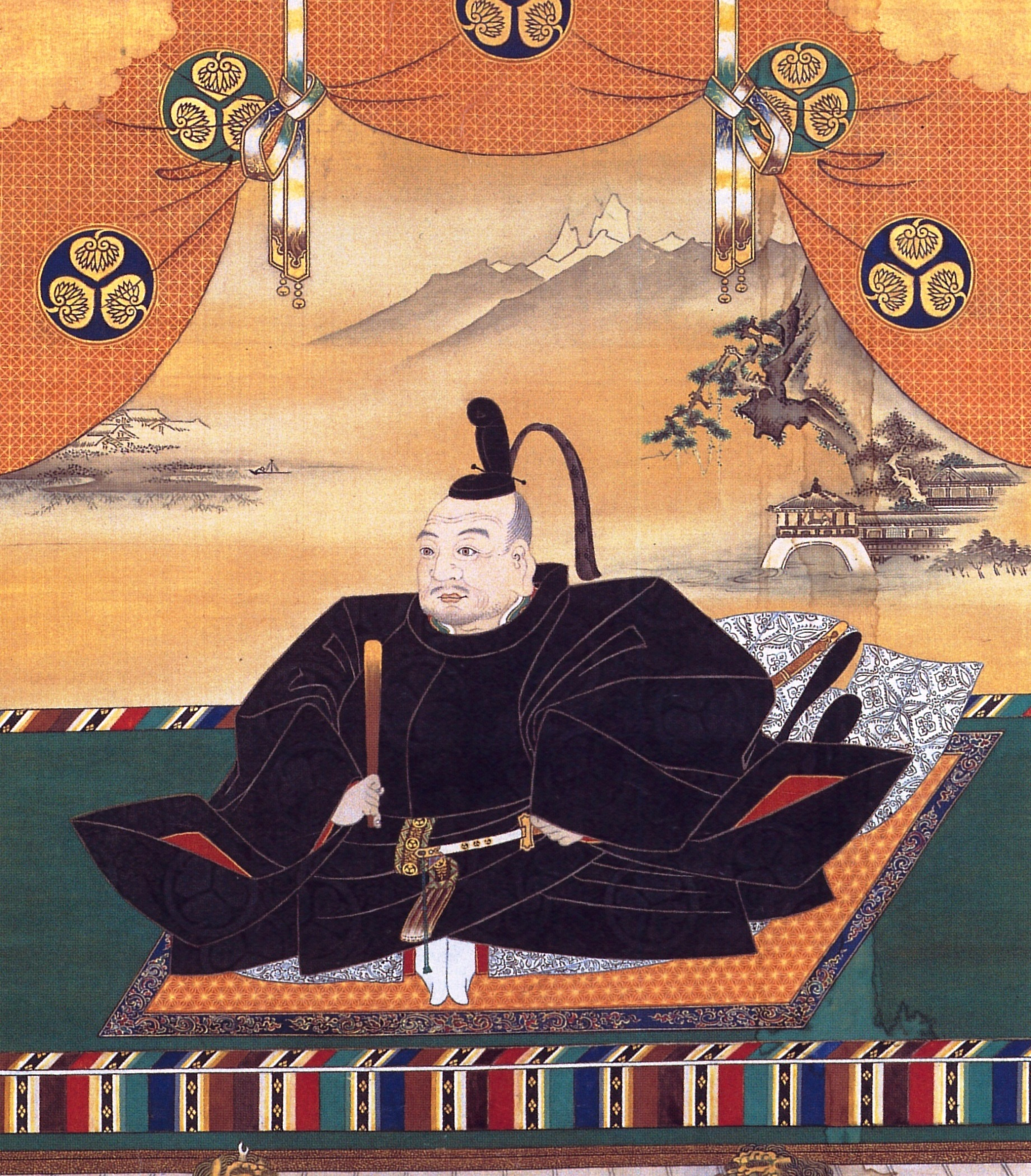
Tokugawa Ieyasu.

- Albrecht von Wallenstein (1583-1634): Militar y político bohemio.
- Ana I de Gran Bretaña (1665-1714): Reina de Inglaterra, Irlanda y Escocia.
- Ana de Austria y Austria-Estiria (1601-1666): Infanta de España y reina consorte de Francia.
- Aurangzeb (1618-1707): Emperador mogol de la India.
- Cardenal Mazarino (1602-1661): Cardenal y político francés.
- Cardenal Richelieu (1585-1642): Cardenal y político francés.
- Carlos I de Inglaterra (1600-1649): Rey de Inglaterra, Escocia e Irlanda.
- Carlos II de España (1665-1700): Rey de España, último de la Casa de Austria.
- Carlos II de Inglaterra (1630-1685): Rey de Inglaterra, Escocia e Irlanda.
- Cristina de Suecia (1626-1681): Reina de Suecia.
- Emperador Kangxi (1654-1722): Tercer emperador chino de la dinastía Qing.
- Emperador Shunzhi (1638-1661): Segundo emperador chino de la dinastía Qing.
- Eugenio de Saboya (1663-1736): Militar austríaco de origen francés.
- Felipe III de España (1578-1621): Rey de España.
- Felipe IV de España (1605-1665): Rey de España.
- Francisco de Sandoval y Rojas (1553-1625): Duque de Lerma y primer ministro de Felipe III.
- Gabriel Bethlen (1580-1629): Príncipe de Transilvania de origen húngaro.
- Gaspar de Guzmán (1587-1645): Conde-Duque de Olivares, militar y político español.
- Guillermo III de Inglaterra (1650-1702): Rey de Inglaterra, Escocia y Irlanda.
- Gustavo II Adolfo de Suecia (1594-1632): Rey de Suecia.
- Hung Taiji (1592-1643): Emperador chino, fundador de la dinastía Qing.
- Kösem Sultan (1590-1651): Sultana otomana, la mujer más poderosa del Imperio Otomano.
- Leopoldo I de Habsburgo (1640-1705): Emperador del Sacro Imperio Romano Germánico.
- Luis XIII de Francia (1601-1643): Rey de Francia.
- Luis XIV de Francia (1638-1715): Rey de Francia.
- María de Médici (1575-1642): Reina de Francia.
- Oliver Cromwell (1599-1658): Político inglés.
- Pedro I el Grande (1672-1725): Zar de Rusia.
- Sha Jahan (1592-1666): Emperador mogol de la India (encargó el Taj Mahal).
- Tokugawa Ieyasu (1543-1616): Fundador del shogunato Tokugawa en Japón.

### Ciencia y filosofía

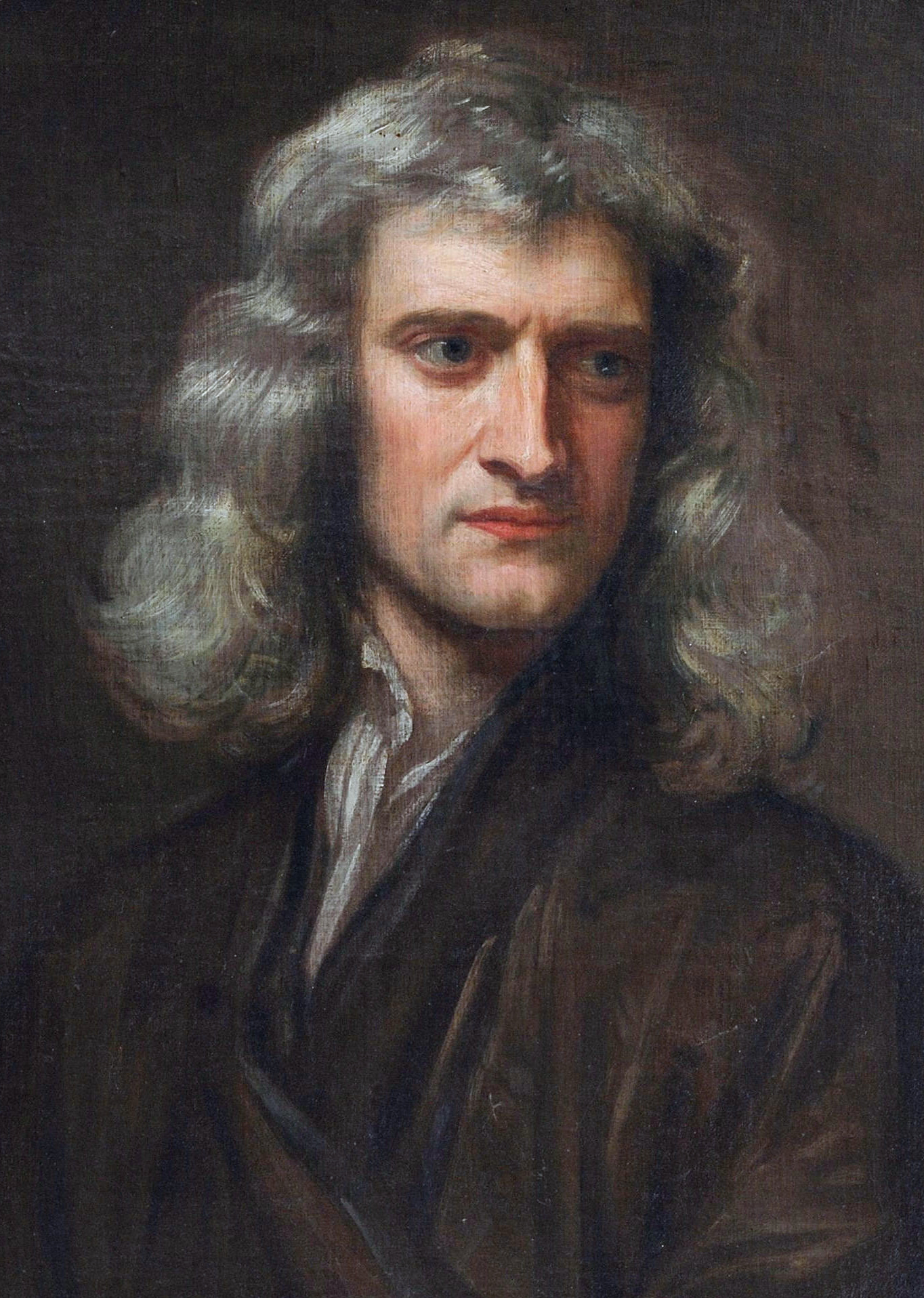
Isaac Newton.

- Anton van Leeuwenhoek (1632-1723): científico neerlandés.
- Baruch Spinoza (1632-1677): filósofo neerlandés.
- Blaise Pascal (1623-1662): científico francés.
- Christiaan Huygens (1629-1695): matemático, físico y astrónomo neerlandés.
- Evangelista Torricelli (1608-1647): científico italiano.
- Francesco Redi (1626-1697): médico italiano.
- Galileo Galilei (1564-1642): científico italiano.
- Gottfried Leibniz (1646-1716): matemático y filósofo alemán.
- Isaac Newton (1643-1727): científico inglés.
- Johannes Kepler (1571-1630): astrónomo alemán.
- John Locke (1632-1704): filósofo inglés.
- Marin Mersenne (1588-1648): filósofo francés.
- Pierre de Fermat (1601-1665): matemático francés.
- René Descartes (1596-1650): filósofo y científico francés.
- Thomas Hobbes (1588-1679): filósofo inglés.
- William Harvey (1578-1657): científico y médico inglés.
- Santorio Santorio (1561-1636): fisiólogo italiano.

### Literatura

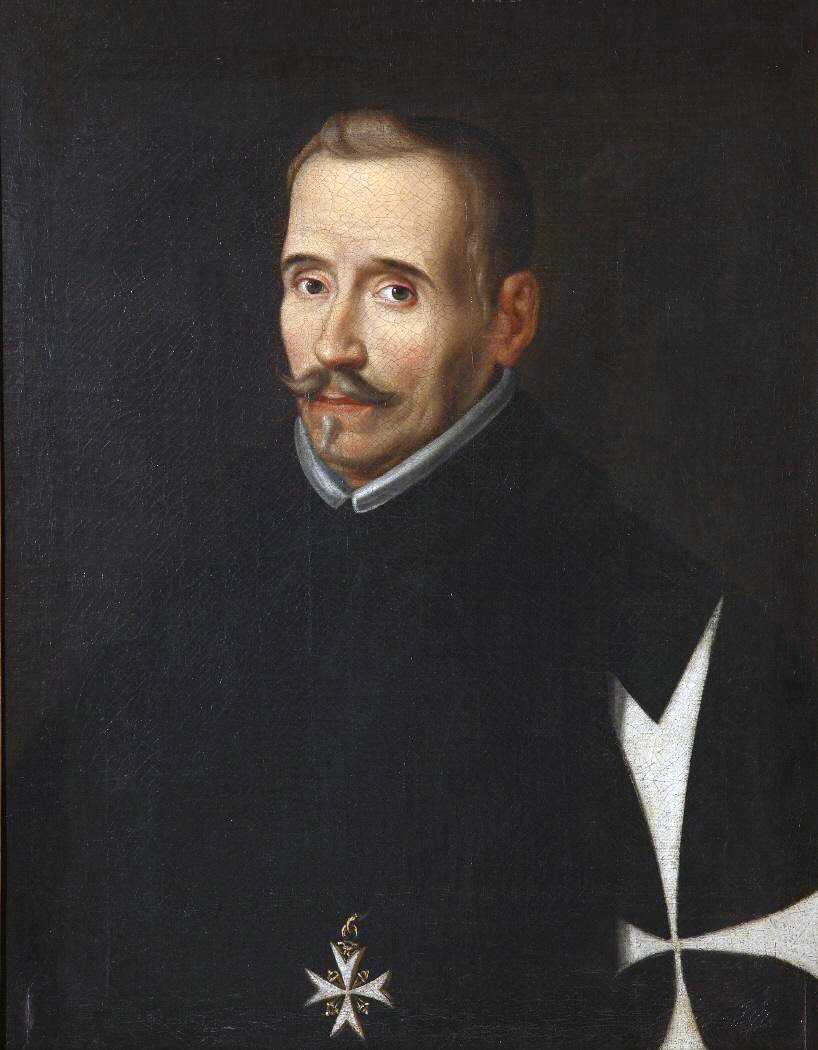
Lope de Vega.

- Baltasar Gracián (1601-1658): Escritor español.
- Ben Jonson (1572-1637): Dramaturgo, poeta y actor inglés.
- Daniel Defoe (1659/1661-1731): Novelista y periodista inglés.
- Félix Lope de Vega (1562-1635): Poeta y dramaturgo español.
- Francisco de Quevedo (1580-1645): Escritor español.
- Jean de La Bruyère (1645-1696): Escritor y moralista francés.
- Jean Racine (1639-1699): Poeta y dramaturgo francés.
- John Donne (1572-1631): Poeta inglés.
- John Milton (1608-1674): Poeta inglés.
- Luis de Góngora (1561-1612): Poeta español.
- Molière (1622-1673): Dramaturgo francés.
- Nicolás Boileau (1636-1711): Poeta francés.
- Pedro Calderón de la Barca (1600 - 1681): Dramaturgo español.
- Pierre Corneille (1606 - 1684): Poeta y dramaturgo francés.
- Sor Juana Inés de la Cruz (1651-1695): Poetisa mexicana.
- Tirso de Molina (1579 - 1648): Poeta y dramaturgo español.
- Miguel de Cervantes Saavedra (1547-1616): Novelista, poeta y dramaturgo español.
- Voltaire (1694-1778): escritor, ensayista y filósofo francés.
- William Shakespeare (1564-1616): Escritor inglés.

### Música

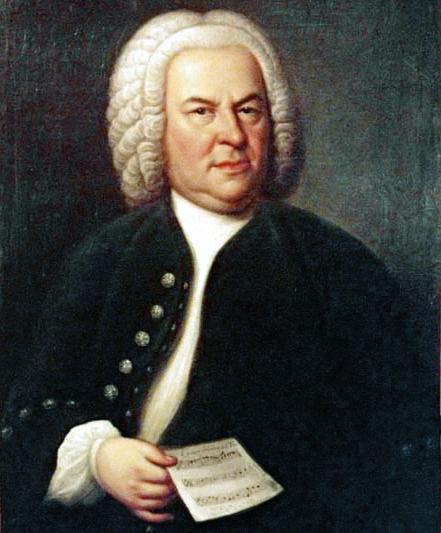
Johann Sebastian Bach.

- Alessandro Scarlatti (1660-1725): Músico italiano.
- Antonio Vivaldi (1678-1741): Músico y compositor italiano.
- Arcangelo Corelli (1653-1713): Compositor y violinista italiano.
- Claudio Monteverdi (1567-1643): Músico italiano.
- Francesco Cavalli (1602-1676): Compositor y organista veneciano.
- Gaspar Sanz (1640-1710): Músico español.
- Heinrich Schütz (1585-1672): Compositor y organista alemán.
- Henry Purcell (1659-1695): Músico inglés.
- Jean-Baptiste Lully (1632-1687): Músico francés.
- Johann Christoph Bach (1642-1703): Compositor y organista alemán.
- Johann Pachelbel (1653-1706): Músico alemán.
- Johann Sebastian Bach (1685-1750): Músico, organista y compositor alemán.
- Georg Friedrich Händel (1685-1759): Músico y compositor alemán nacionalizado inglés.
- John Blow (1649-1708): Compositor y organista inglés.
- Marc-Antoine Charpentier (1643-1704): Compositor francés.

### Artes Plásticas y Arquitectura

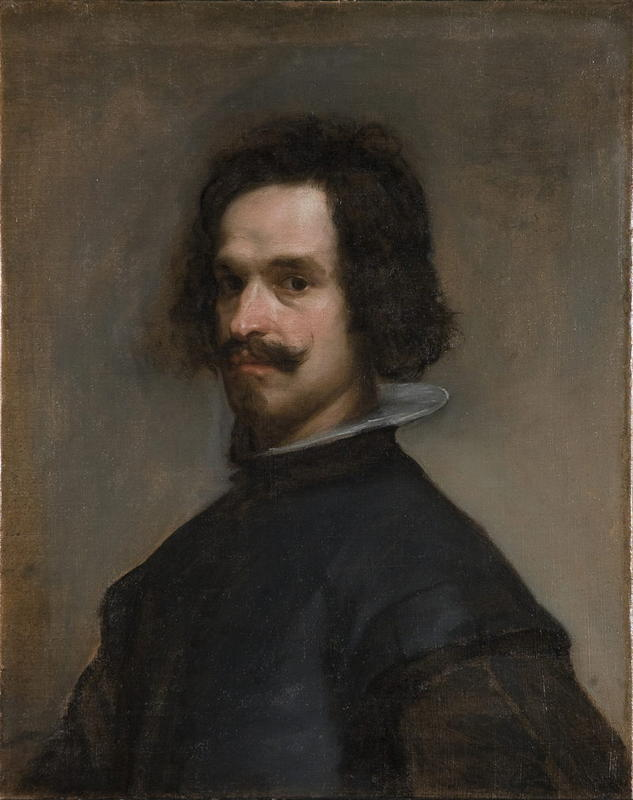
Diego Velázquez.

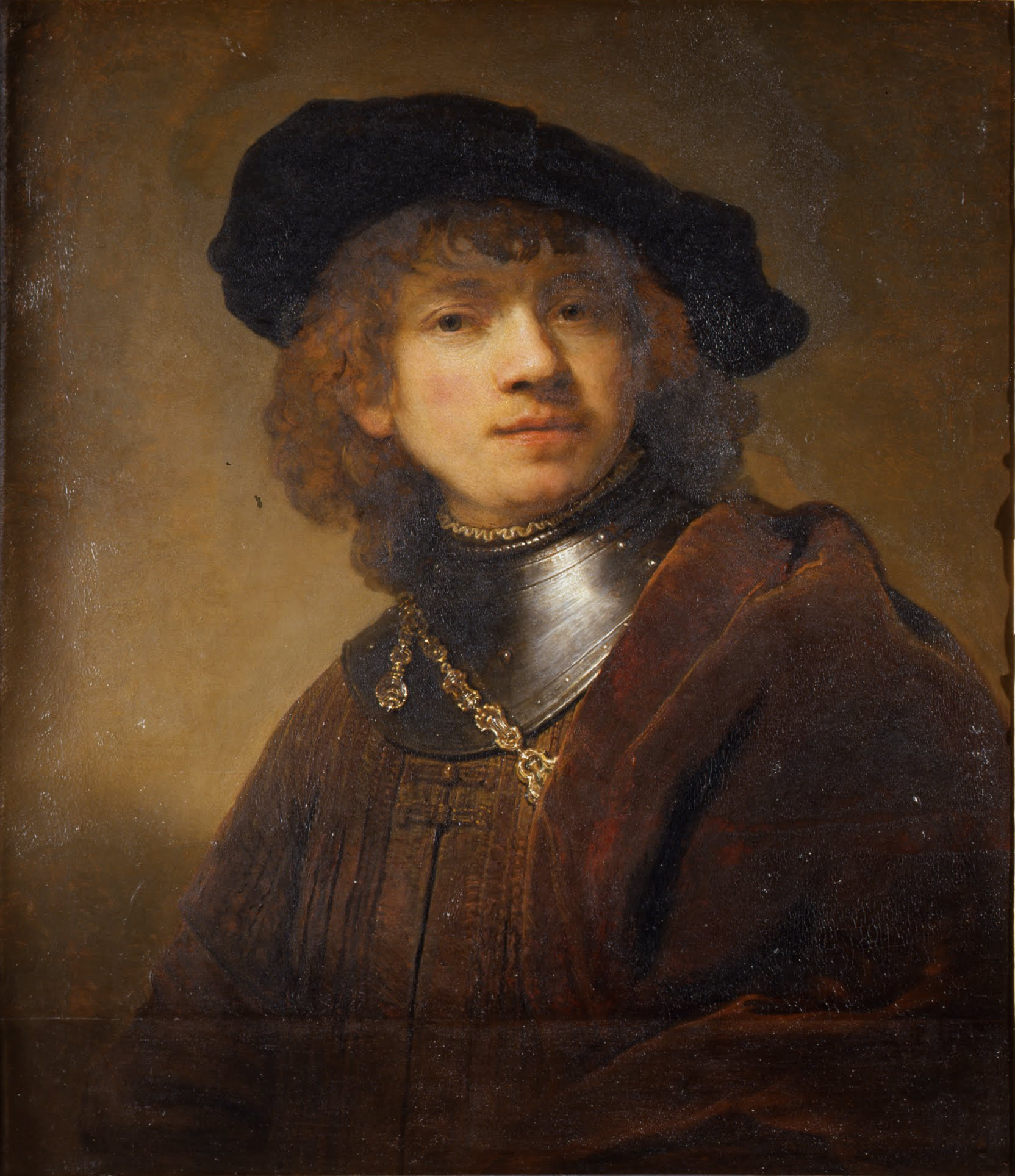
Rembrandt.

- Anthony van Dyck (1599-1641): Pintor flamenco.
- Bartolomé Esteban Murillo (1617-1682): Pintor español.
- Caravaggio (1571-1610): Pintor italiano.
- Christopher Wren (1632-1723): Arquitecto inglés.
- Claudio de Lorena (1600-1682): Pintor francés.
- Diego Velázquez (1599-1660): Pintor español.
- Francesco Borromini (1599-1667): Arquitecto italiano.
- Francisco de Zurbarán (1598-1664): Pintor español.
- Frans Hals (1580-1666): Pintor neerlandés.
- Georges de La Tour (1593-1652): Pintor francés.
- Gian Lorenzo Bernini (1598-1680): Escultor, arquitecto y pintor italiano.
- Gregorio Fernández (1576-1636): Escultor español.
- Guido Reni (1575-1642): Pintor italiano.
- Jacob Jordaens (1593-1678): Pintor flamenco.
- Jan Steen (1626-1679): Pintor neerlandés.
- Jiang Tingxi (1669-1732): Pintor chino.
- Johannes Vermeer (1632-1675): Pintor neerlandés.
- José de Ribera (1591-1652): Pintor español.
- Juan Martínez Montañés (1568-1649): Escultor español.
- Jules Hardouin Mansart (1646-1708): Arquitecto francés.
- Nicolas Poussin (1594-1665): Pintor francés.
- Peter Paul Rubens (1577-1640): Pintor neerlandés.
- Rembrandt van Rijn (1606-1669): Pintor neerlandés.
- Aníbal Carracci: Pintor italiano.
- Lodovico Carracci: Pintor italiano.
- Agostino Caracci: Pintor italiano

### Otras personalidades
- André Le Nôtre, jardinero francés
- Vicente de Paúl, santo francés
- Antonio Stradivari, luthier italiano
- Santa Rosa de Lima, santa peruana
- Mariana de Jesús, santa ecuatoriana
- Pedro Claver, misionero y defensor de los derechos humanos
- Santo Toribio de Mogrovejo, obispo de Lima
- San Francisco Solano, misionero y santo español
- San Juan Macías, religioso y santo dominico español, radicado en el Perú
- San Martín de Porres, santo afro-peruano
- Pocahontas, princesa indígena
- Juan Bautista de la Salle, sacerdote y pedagogo francés fundador de los Hermanos de las Escuelas Cristianas